# Henvic
Henvic [ɛ̃vik] (en breton : Henvig) est une commune du département du Finistère, dans la région Bretagne, en France. Henvic occupe une position centrale dans la baie de Morlaix, entre les deux abers de la Penzé et de la Rivière de Morlaix.

## Géographie

### Situation
Henvic fait partie traditionnellement du Pays Pouched, qui se situe entre la Penzé et la Rivière de Morlaix et comprend les communes de Carantec, Henvic, Taulé et Locquénolé. On parle aussi du pays chikolodenn, initialement le nom de la coiffe portée par les femmes de la région de Saint-Pol-de-Léon.
| Saint-Pol-de-Léon |        | Carantec |
| Plouénan          | Henvic |          |
|                   |        | Taulé    |

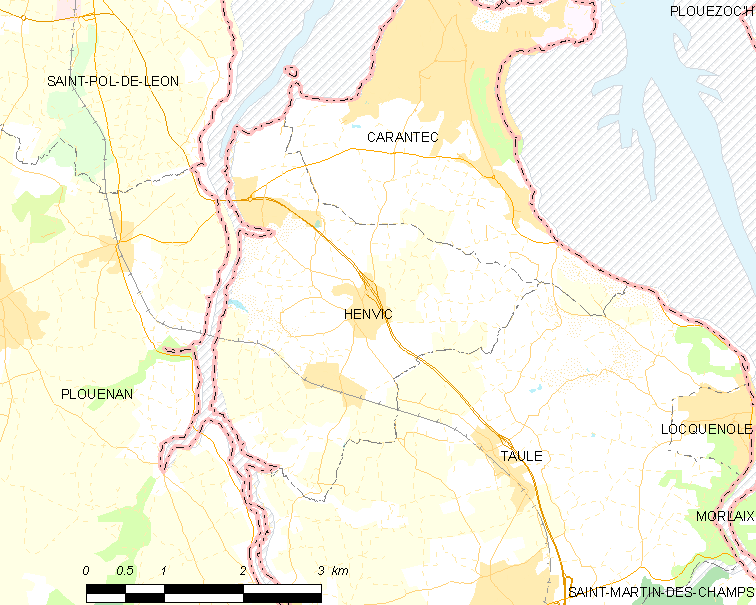
Carte de la commune de Henvic.

La commune s'est développée sur un plateau entre 50 mètres et 78 mètres d'altitude et est proche de la Manche même si elle ne dispose pas de façade littorale. En situation péninsulaire, Henvic bénéficie du climat privilégié de la Ceinture dorée et pratique essentiellement une agriculture maraîchère et légumière, artichauts et choux-fleurs principalement.

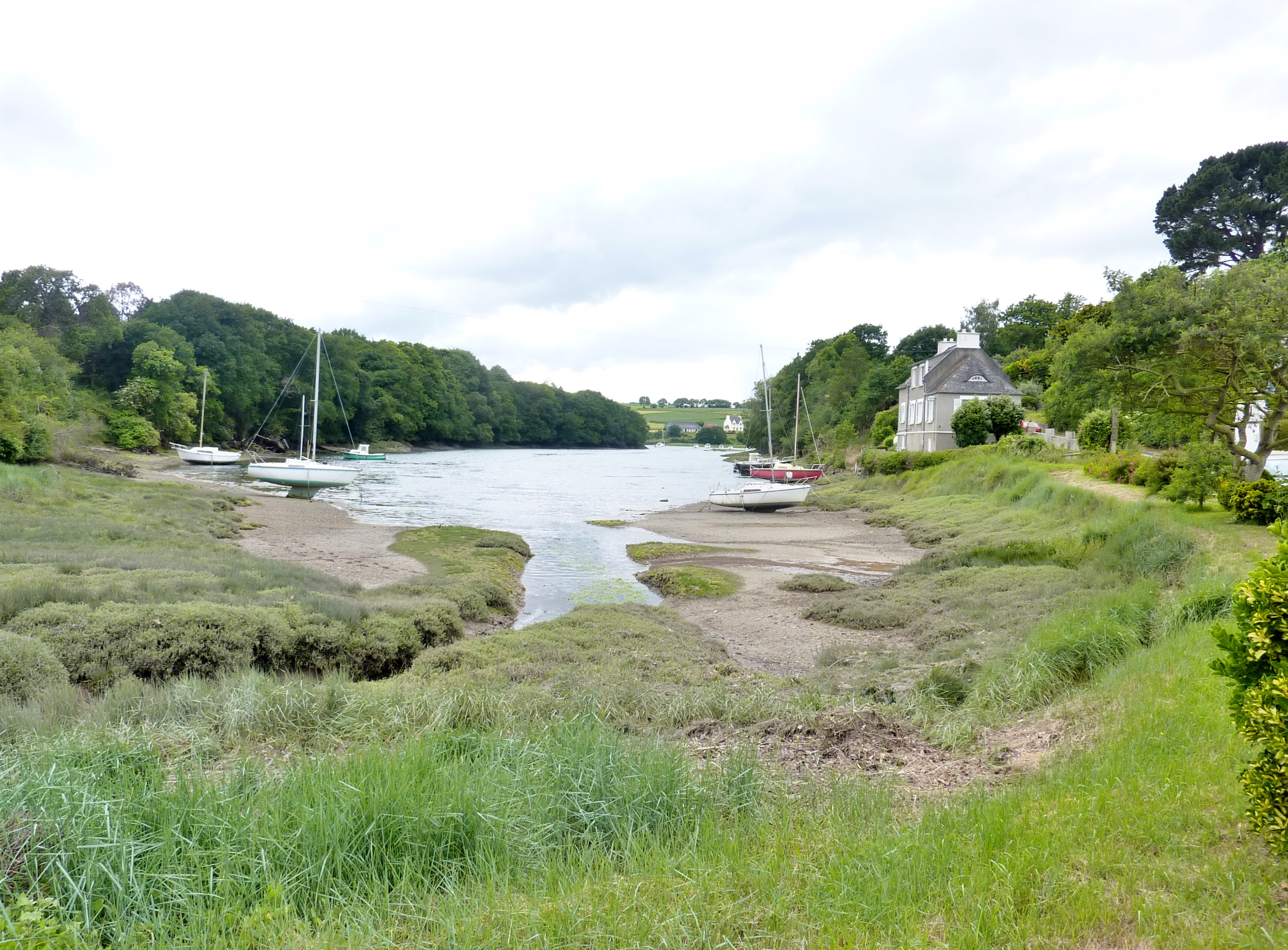
Henvic : l'anse de Sainte-Marguerite (rive droite de la Penzé).

### Transports

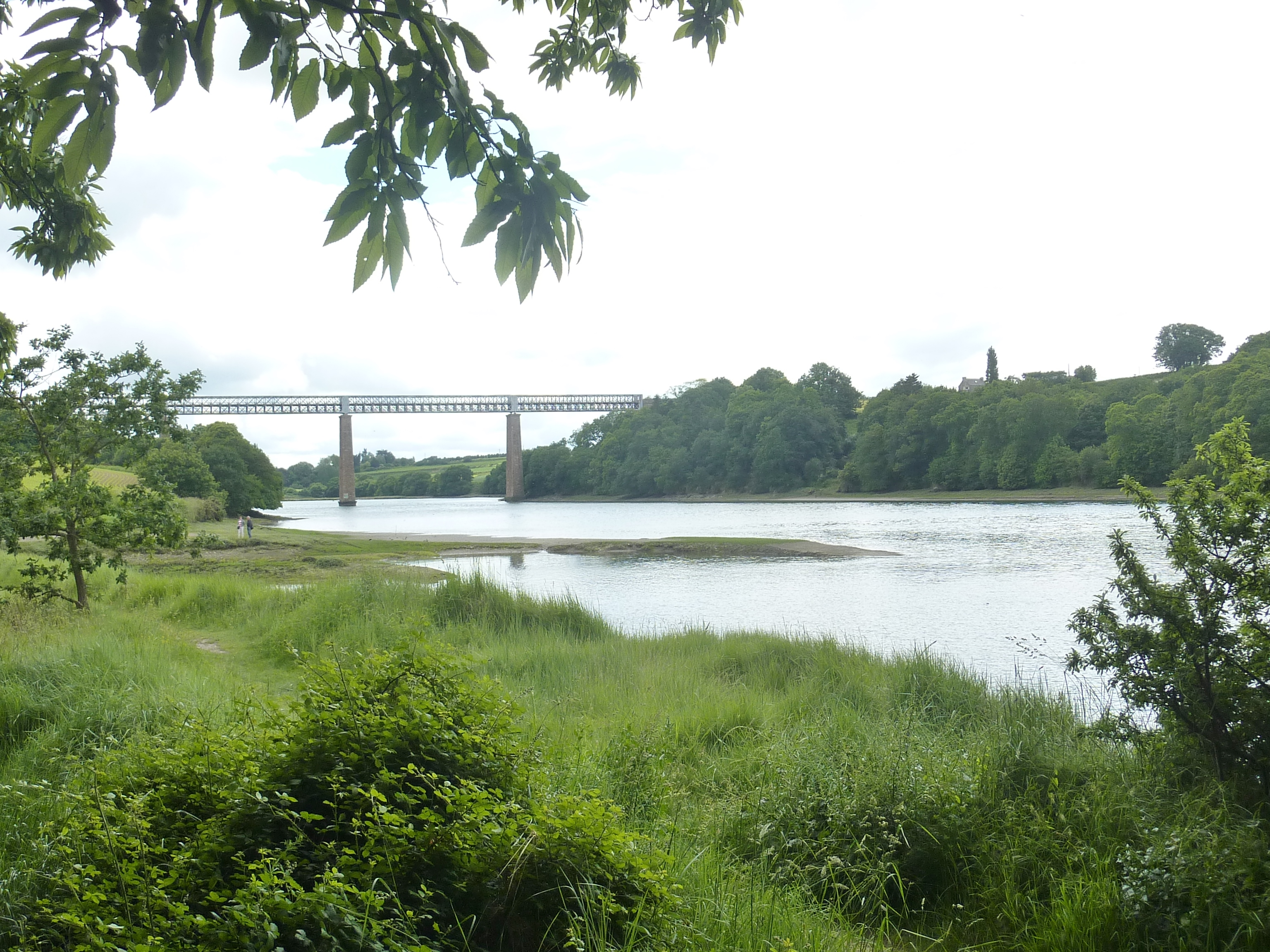
La Penzé et le viaduc ferroviaire (ligne Morlaix-Roscoff) vus depuis la rive à hauteur du manoir de Trogriffon.

#### Transport ferroviaire
La ligne ferroviaire de Morlaix à Roscoff, mise en service le 10 juin 1883 par la Compagnie des chemins de fer de l'Ouest, desservait Henvic par les deux haltes de Taulé-Henvic et de Henvic-Carantec, franchissant la Penzé par le viaduc de la Penzé. Ces gares ne sont plus desservies depuis 1981.
La gare de Taulé-Henvic fut une gare notable d'exportation des artichauts de la Ceinture dorée bretonne pendant l'entre-deux-guerres. Déjà en février 1914, les élus locaux protestèrent contre la réduction du service de transport des voyageurs pendant la période hivernale à quatre trains par jour au lieu de six antérieurement.

#### Transport routier

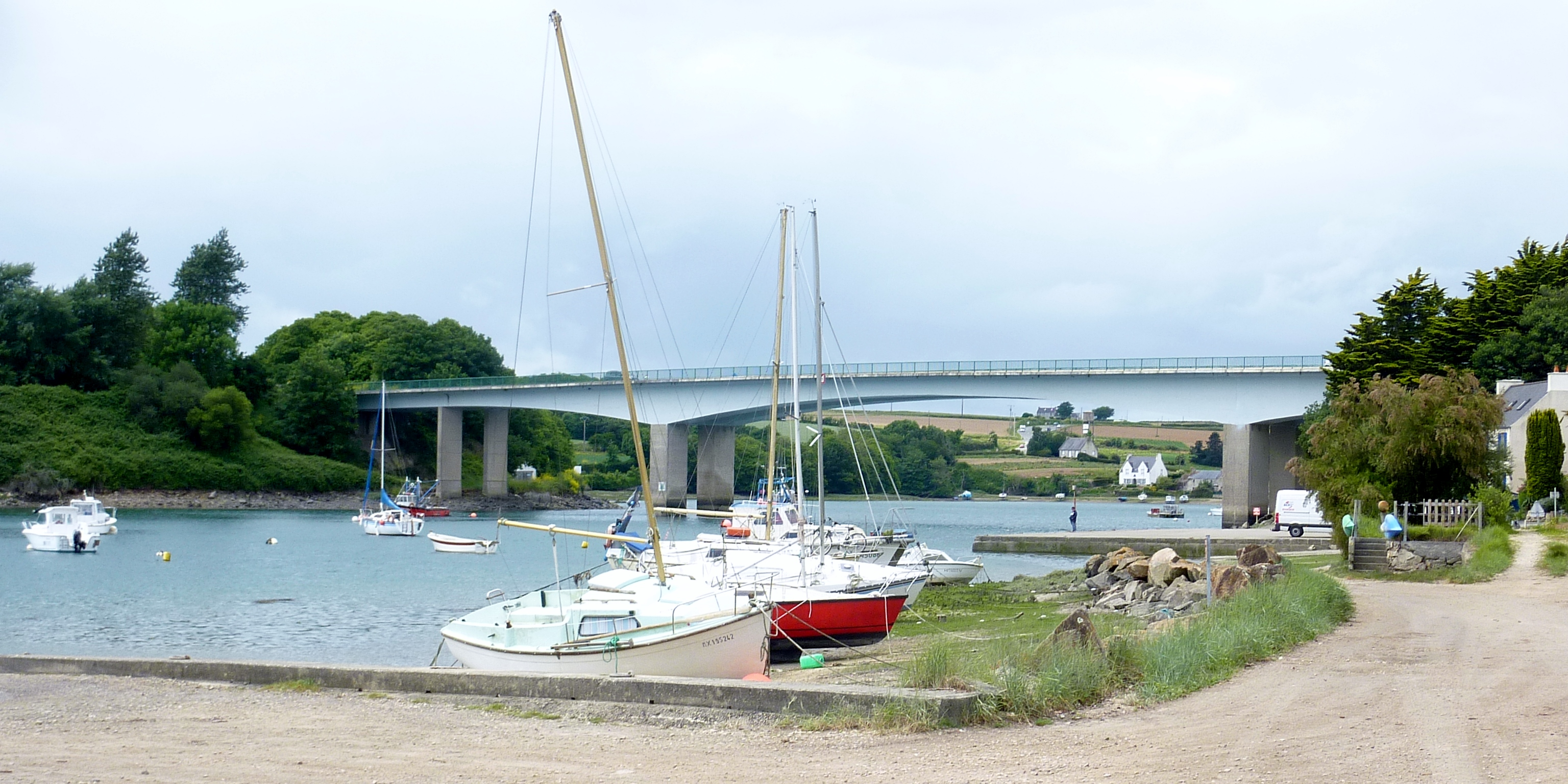
Henvic : le pont de la Corde (pont routier) sur la Penzé, vu depuis les environs de la chapelle Sainte-Marguerite.

Le pont de la Corde, inauguré le 30 octobre 1927 (il fut payant pendant quelques années), enjambe la Penzé et relie depuis cette date la presqu'île de Henvic-Carantec à Saint-Pol-de-Léon et Roscoff par la départementale D 58 ; cette route, maillon de l'axe Roscoff-Lorient, désormais voie express, relie aussi Henvic à Morlaix et met aussi Paris à moins de cinq heures de route.

#### Transport aérien
La ville ne dispose pas d'aéroport, celui de Brest est à une heure de route.

### Hydrographie
Pour un article plus général, voir Réseau hydrographique du Finistère.
La commune est située dans le bassin Loire-Bretagne. Elle est drainée par la Penzé et divers autres petits cours d'eau,.
La Penzé, d'une longueur de 40 km, prend sa source dans la commune de Plounéour-Ménez et se jette  dans la baie de Morlaix entre les communes de Saint-Pol-de-Léon et de Carantec, après avoir traversé neuf communes.  Les caractéristiques hydrologiques de la Penzé sont données par la station hydrologique située sur la commune de Taulé. Le débit moyen mensuel est de 2,85 m3/s. Le débit moyen journalier maximum est de 46,4 m3/s, atteint lors de la crue du 26 janvier 1995. Le débit instantané maximal est quant à lui de 71 m3/s, atteint le 1er février 1974.

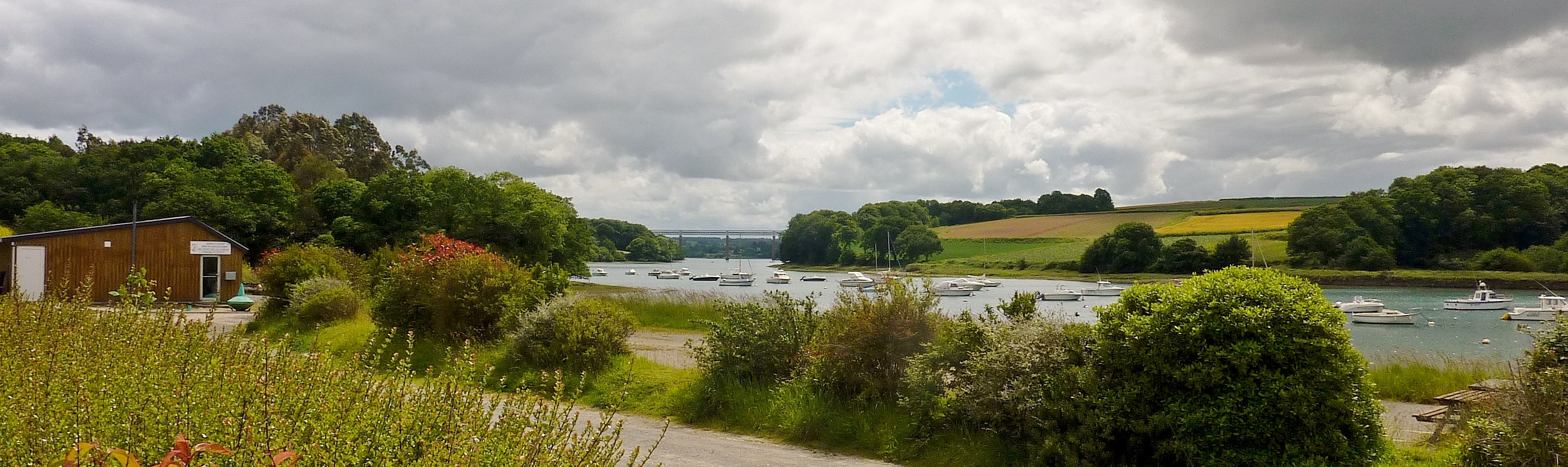
Henvic : la Penzé vue vers l'amont depuis les environs de la chapelle Sainte-Marguerite.

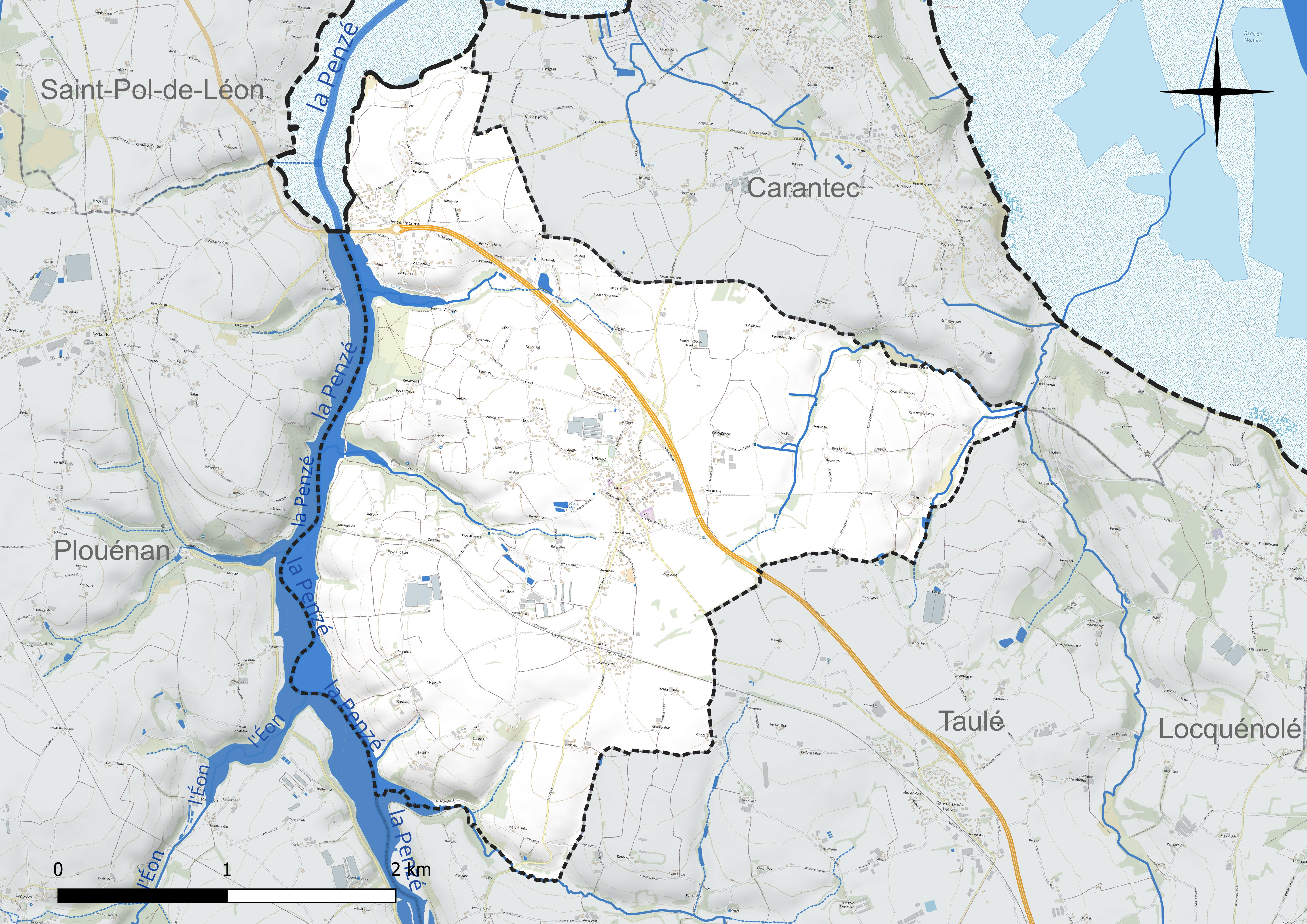
Réseau hydrographique de Henvic.

### Climat
Pour des articles plus généraux, voir Climat de la Bretagne et Climat du Finistère.
En 2010, le climat de la commune est de type climat océanique franc, selon une étude du CNRS s'appuyant sur une série de données couvrant la période 1971-2000. En 2020, Météo-France publie une typologie des climats de la France métropolitaine dans laquelle la commune est exposée à un climat océanique et est dans la région climatique  Finistère nord, caractérisée par une pluviométrie élevée, des températures douces en hiver (6 °C), fraîches en été et des vents forts. Parallèlement l'observatoire de l'environnement en Bretagne publie en 2020 un zonage climatique de la région Bretagne, s'appuyant sur des données de Météo-France de 2009. La commune est, selon ce zonage, dans la zone « Littoral », exposée à un climat venté, avec des étés frais mais doux en hiver et des pluies moyennes.  
Pour la période 1971-2000, la température annuelle moyenne est de 11,3 °C, avec  une amplitude thermique annuelle de 9,9 °C. Le cumul annuel moyen de précipitations est de 995 mm, avec 15,2 jours de précipitations en janvier et 8 jours en juillet. Pour la période 1991-2020, la température moyenne annuelle observée sur la station météorologique la plus proche, située sur la commune de Pleyber-Christ à 15 km à vol d'oiseau, est de 11,7 °C et le cumul annuel moyen de précipitations est de 1 101,6 mm,. Pour l'avenir, les paramètres climatiques de la commune estimés pour 2050 selon différents scénarios d'émission de gaz à effet de serre sont consultables sur un site dédié publié par Météo-France en novembre 2022.

## Urbanisme

### Typologie
Au 1er janvier 2024, Henvic est catégorisée commune rurale à habitat dispersé, selon la nouvelle grille communale de densité à 7 niveaux définie par l'Insee en 2022.
Elle appartient à l'unité urbaine de Carantec, une agglomération intra-départementale dont elle est une commune de la banlieue,. Par ailleurs la commune fait partie de l'aire d'attraction de Morlaix, dont elle est une commune de la couronne,. Cette aire, qui regroupe 24 communes, est catégorisée dans les aires de 50 000 à moins de 200 000 habitants,.
La commune, bordée par la Manche, est également une commune littorale au sens de la loi du 3 janvier 1986, dite loi littoral. Des dispositions spécifiques d'urbanisme s'y appliquent dès lors afin de préserver les espaces naturels, les sites, les paysages et l'équilibre écologique du littoral, tel le principe d'inconstructibilité, en dehors des espaces urbanisés, sur la bande littorale des 100 mètres, ou plus si le plan local d'urbanisme le prévoit.

### Occupation des sols
L'occupation des sols de la commune, telle qu'elle ressort de la base de données européenne d'occupation biophysique des sols Corine Land Cover (CLC), est marquée par l'importance des territoires agricoles (92,2 % en 2018), en diminution par rapport à 1990 (97,1 %). La répartition détaillée en 2018 est la suivante :
zones agricoles hétérogènes (59,6 %), terres arables (29,3 %), zones urbanisées (7,7 %), prairies (3,3 %), zones humides côtières (0,1 %). L'évolution de l'occupation des sols de la commune et de ses infrastructures peut être observée sur les différentes représentations cartographiques du territoire : la carte de Cassini (XVIIIe siècle), la carte d'état-major (1820-1866) et les cartes ou photos aériennes de l'IGN pour la période actuelle (1950 à aujourd'hui).

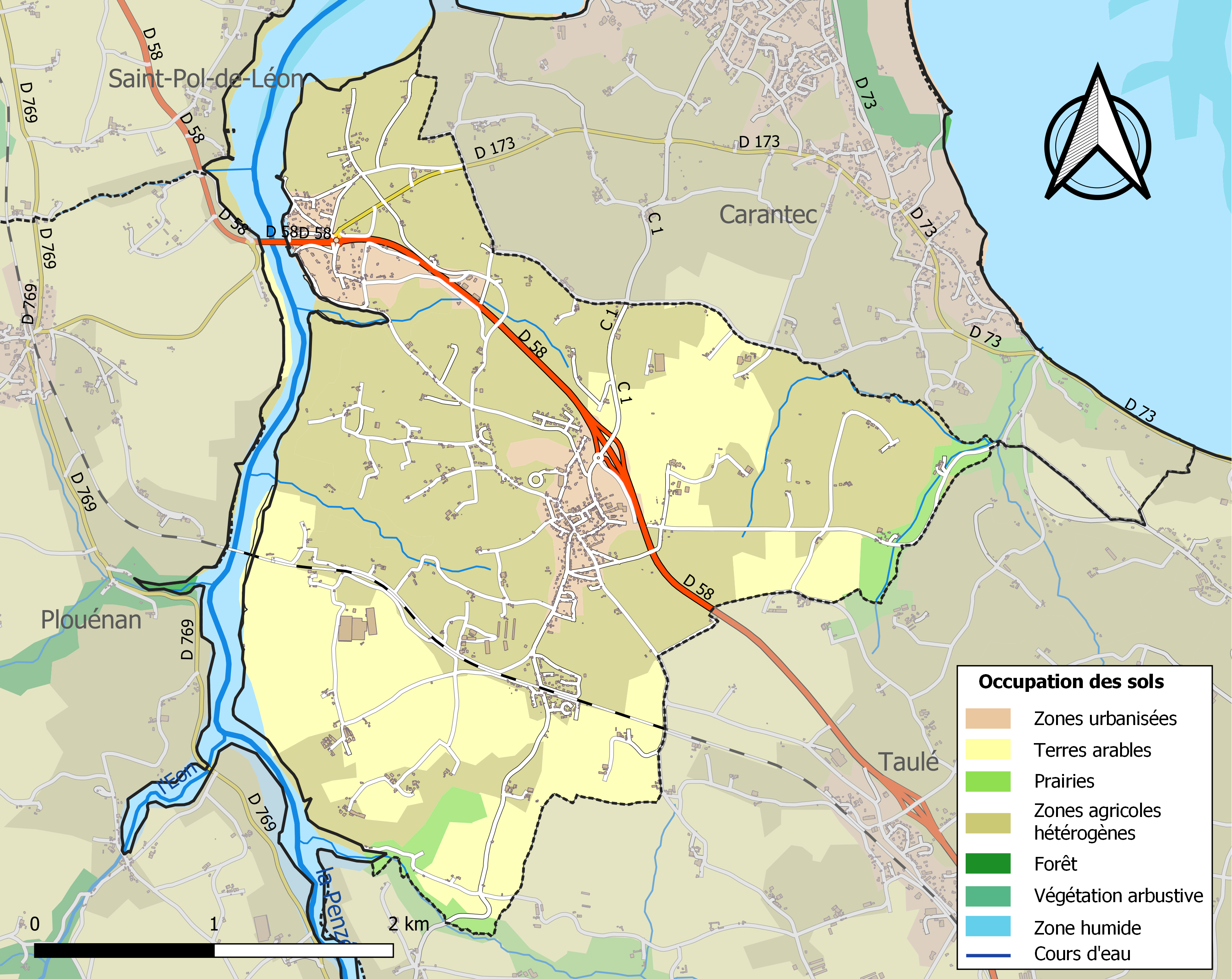
Carte des infrastructures et de l'occupation des sols de la commune en 2018 (CLC).

## Toponymie
Le nom de la localité est attesté sous les formes envic en 1439 et Henguic en 1445 et en 1481.
Henvic est issu du breton Hen (vieux) et gwik (bourg).

## Histoire

### Préhistoire et Antiquité
Un dolmen et un menhir (disparus) à Lingoz ainsi que des tumuli à Goarem ar Justis et Kerichard attestent d'un peuplement très ancien. Un poignard, trouvé au manoir de Lingos, ayant quatre gros rivets à sa base se trouve, ainsi que quelques autres vestiges trouvés au même endroit, au Musée d'archéologie nationale de Saint-Germain-en-Laye. Les Romains auraient implanté un poste militaire d'observation à Langros, endroit le plus élevé de la commune, afin de surveiller la mer.

### Origines
Henvic porta anciennement le nom de Hen-Guic qui signifie vieux-bourg. Wic, dans les anciennes langues celtique, scandinave et saxonne signifie "baie, golfe ou embouchure". En breton, gwic traduit le latin vicus et désigne le bourg central d'une paroisse, elle même appelée plou, par exemple Gwidalmezo désigne le bourg de Ploudalmezo, la paroisse du Talmezon.
Le VIe siècle fut marqué par l'arrivée de moines venus d'Irlande et du Pays de Galles pour prêcher la religion chrétienne (saint Carantec, puis saint Maudez). Les Henvicois se montrèrent très fervents envers saint Maudez. Ce dernier parcourut la Bretagne pour convertir ; il construisit alors de nombreuses chapelles et monastères : c'est ainsi que le bourg de Henvic aurait été fondé au lieu-dit le Menec'h (= pluriel de manac'h, "moine" en langue bretonne). Les invasions normandes et vikings, au cours du IXe siècle et principalement en 878, engendrèrent la construction de manoirs fortifiés construits en pierres en lieu et place du bois antérieurement utilisé.
Selon René Largillière, le bourg actuel d'Henvic serait le bourg primitif de l'ancienne paroisse de Taulé, dont Henvic n'était qu'une trève ; pour des raisons inconnues, le chef-lieu paroissial aurait été reculé dans les terres.

### Moyen Âge
En 1481, à la montre de l'évêché de Léon tenue à Lesneven, Henvic est représenté par onze nobles.

#### Manoir et seigneurie de Lézireur

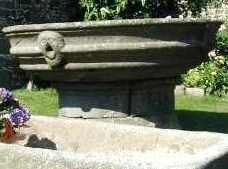
La vasque de l'ancien manoir de Lézireur (vers 1700).

La principale seigneurie fut celle de Lézireur (ou Lézillur, ou Lissilour) possédée en 1421 par Yves Kerigou, maître d'hôtel de la duchesse Jeanne de France et qui passe en 1460 aux mains des Guicaznou dont les armes sont gravées sur une vasque encore visible dans la ferme du château. Cette seigneurie disposait des droits de basse justice, moyenne justice et haute justice, les fourches patibulaires étant dressées sur le tumulus dénommé Goarem ar Justis à Langros, le chemin y menant était encore dénommé il y a peu stéat an anaon ("chemin des trépassés"). Le seigneur de Lézireur Mériadec de Guizcanou, capitaine de la ville et du château de Morlaix, obtint du roi Louis XII le droit de tenir à Henvic une foire annuelle et détenait aussi les droits de passage pour le franchissement de l'estuaire de la Penzé à "La Corde". Du manoir de Lézireur, il ne reste pratiquement plus rien de nos jours sauf une vasque en granite et quelques linteaux gothiques sur les maisons du hameau.
Au début du XVIe siècle, le bourg de Henvic possédait plusieurs maisons nobles, des auberges, des hostelleries mais en 1522, alors que Jean de Guizcanou avait hérité des titres et fonctions de son père Mériadec, le château de Lésireur et le bourg furent détruits et presque entièrement brûlés lors de l'attaque de Morlaix par une expédition anglaise. Le clocher de la "Vieille église" est reconstruit après ce pillage. Le mariage en 1557 de Jeanne de Guizcanou, dame de Lézireur, fille de Jean de Guizcanou, avec Christophe Gourio, écuyer, fait passer le manoir aux mains de la famille Gourio. Le château de Lésireur fut à nouveau incendié partiellement en 1594 pendant les guerres de la Ligue par les Ligueurs. Par la suite, Alain Gourio, fils de Jeanne de Guizcanou, marié avec Lucrèce Le Tavignon, est à son tour seigneur de Lézireur : c'est lui qui en 1639, rattache les seigneuries de Penzé et de l'Île Callot à celle de Lézireur. Le mariage de leur fille, Jeanne Gourio, née vers 1635, mariée le 14 décembre 1663 à Nantes avec Eustache-Charles de Lys, fait de ce dernier, qui est aussi seigneur de Beaucé et, en 1660, sénéchal et président du présidial de Rennes et conseiller au Parlement de Bretagne, le seigneur de Lézireur.

#### Autres manoirs et seigneuries

Les armoiries de la famille Tournemouche.

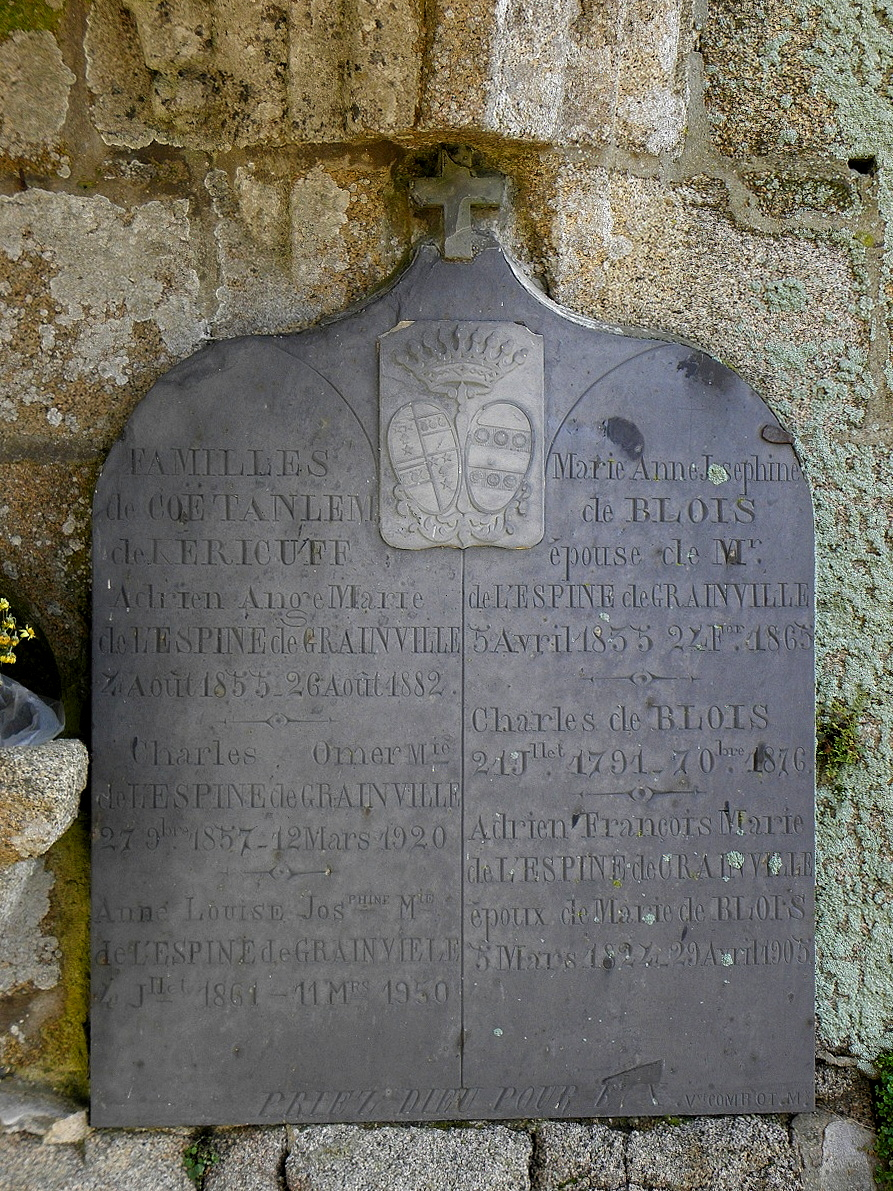
Plaque mortuaire commémorative de la famille de Grainville apposée sur le mur de l'ancienne église d'Henvic.

D'autres seigneuries existaient : celle de Kerily (famille Kermellec) ; celle de Quistillic en bordure de la Penzé (qui appartint aux Kerlouagen, puis aux Jegou du Laz et enfin aux Crémeur) ; celle de Kerdanet (familles Gourio, puis Penhoadic, puis Mescam) dont le château fut détruit lors de la Révolution française ; celles de Feunteun-Speur, de Coat-Plohou, Le Heder, Castellenec, Lingoz, Coatalec.
En 1613, un chanoine du Léon, Louis Jacobin, écrit à son évêque : « La jolie église de Henvic, l'une des plus belles de la campagne, cachée et abritée des vents par un bouquet d'arbres ». En 1794 encore, un témoignage évoque une centaine d'arbres autour de l'église.
À l'époque moderne, le manoir de Trogriffon (qui fut une simple gentilhommière appartenant à Jean Le Moyne, seigneur de Coatudavel, au XVe siècle) devint propriété de la famille Tournemouche en 1578, passa aux mains des Quintin-Kerscao, puis des Coatanlem, enfin des Grainville. Le dernier seigneur du lieu, de Coatanlem de Rostiviec, serait resté claquemuré dans son manoir pendant la Terreur et n'aurait pour cette raison pas été inquiété par les patriotes de la commune. Ce manoir possédait une chapelle dédiée à sainte Marguerite et deux moulins dont un moulin à marée le long de l'estuaire de la Penzé.

### Époque moderne
Au XVIIe siècle, la châtellenie de Daoudour est subdivisée en deux juridictions : celle de « Daoudour-Landivisiau », dite aussi « Daoudour-Coëtmeur », qui avait son siège à Landivisiau et comprenait Plouvorn et ses trèves de Mespaul et Sainte-Catherine, Plougourvest et sa trève de Landivisiau, Guiclan, Saint-Thégonnec, Guimiliau, Lampaul-Bodénès, Pleyber-Christ, Commana et sa trève de Saint-Sauveur, Plounéour-Ménez et pour partie Plouénan ; et celle de « Daoudour-Penzé », qui avait son siège à Penzé et comprenait Taulé et ses trèves de Callot, Carantec, Henvic et Penzé, Locquénolé, Saint-Martin-des-Champs et sa trève de Sainte-Sève.
Une enfant fut tuée par un loup le 18 juillet 1698 à Henvic ; la Croix de Langroas, surnommée la « Croix du loup » en perpétue le souvenir.

### Révolution française
Les deux députés représentant les paroisses de Taulé, Henvic et Carantec lors de la rédaction du cahier de doléances de la sénéchaussée de Lesneven le 1er avril 1789 étaient Hervé Jacques et François Calvez.
Élien, curé constitutionnel de Henvic et ancien moine recollet du Monastère de Saint-François de Cuburien réclama l'éloignement des anciens prêtres non jureurs de Henvic en 1792.
Le 20 avril 1792, 120 gardes nationaux, 120 volontaires, une brigade de gendarmerie et une compagnie d'artillerie avec deux canons arrivèrent à Henvic et Taulé pour fermer les églises, descendre les cloches (destinées à être fondues) et arrêter les prêtres réfractaires, que d'ailleurs ils ne trouvèrent pas.

### XIXesiècle

#### Tradition du pardon

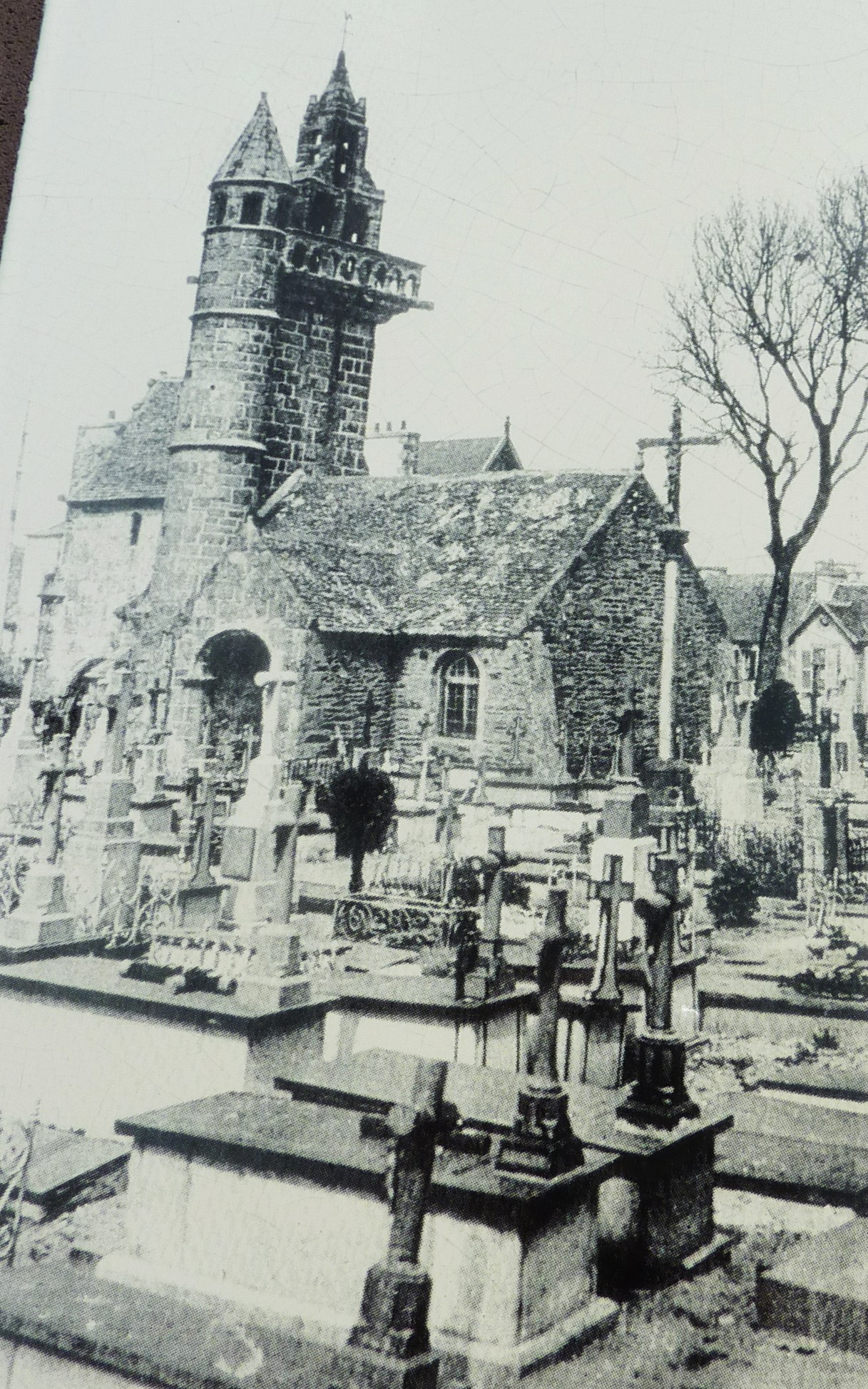
La vieille église avant 1900.

Selon un témoignage du recteur de Locquénolé datant de 1803, le jour de l'Ascension, date du pardon de Locquénolé, les paroissiens de Taulé se joignaient à ceux d'Henvic et de Carantec, portant les reliques de leurs saints patrons. Le dimanche suivant, jour de l'assemblée d'Henvic, ces mêmes reliques y étaient portées de la même manière, ainsi qu'à Taulé le dimanche de la Trinité et le jour de la Saint-Pierre.

#### Vie agricole vers le milieu duXIXesiècle
Selon des statistiques agricoles publiées en 1849 et concernant selon les productions des années comprises entre 1836 et 1846, la répartition de l'occupation des terres est alors la suivante : pour une superficie totale de 995 ha, la commune possédait 633 ha de terres arables, 237 ha de landes et bruyères, 25 ha de bois, taillis et plantations, 12 ha de prairies naturelles, 4 ha de marais et étangs ; la commune possédait alors 9 moulins en activité. Les paysans de Henvic cultivaient à l'époque 127 ha d'avoine, 127 ha de froment, 95 ha d'orge, 12 ha de seigle, 51 ha de sarrasin, 225 ha d'ajoncs d'Europe, 11 ha de lin, 2 ha de chanvre, 19 ha de navets, betteraves, carottes et choux (dont 13 ha de navets), 95 ha de trèfle, 32 ha de pommes de terre, 44 ha restant en jachère, et élevaient 308 chevaux (19 mâles, 189 juments, 100 poulains et pouliches), 617 bovins (dont 515 vaches), 113 porcs, 31 ovins, aucun caprin, 395 poules et 53 coqs, 13 canards, aucune oie, et possédaient 40 ruches à miel. En 1836, la population agricole est de 1 315 personnes, soit 98,4 % de la population communale totale qui était alors de 1 337 habitants.
En 1858, Claudine Guichoux, femme Cleach, du village de Henvic, obtint une médaille de 500 francs comme "prix de vertu" « pour avoir donné l'hospitalité dans l'humble galetas qu'elle occupait, à une femme âgée, malade, à laquelle elle ne devait rien que la commisération. Pour la vêtir, elle s'est dépouillée de ses propres habits ; pour la nourrir, elle s'est réduite aux aliments les plus grossiers ».
Vers le milieu du XIXe siècle l'ossuaire désaffecté servit d'école.

#### Dispute avec Carantec à propos de la récolte du varech
Avant 1789, les trois communes de Taulé, Carantec et Henvic « ne faisaient qu'une seule communauté, une seule paroisse, et par conséquent leurs habitants jouissaient au même titre du droit de récolter le varech, dans l'étendue des terres de la paroisse. Par suite de la création des trois communes, celle de Carantec était seule riveraine de la mer. Néanmoins les habitants des communes de Taulé et d'Henvic avaient longtemps continué à jouir de la récolte du varech. Mais la commune de Carantec ayant soutenu qu'elle seule y avait droit, les deux autres communes l'avaient assigné devant le tribunal de Morlaix ». Après maintes péripéties judiciaires (le tribunal de Morlaix donne tort à Carantec) et administratives, le Conseil d'État tranche finalement que la récolte du goémon doit se faire sous la surveillance et l'autorité de l'administration et que c'est à elle qu'il appartient de régler, conformément aux usages, l'exercice de l'abandon fait aux habitants des communes riveraines.

#### Rapports entre paysans et propriétaires à la fin duXIXesiècle
Bernard Puill en livre le témoignage suivant : « Avant 1890, les rapports avec les propriétaires étaient encore quasiment féodaux. [Ma mère] se souvenait notamment des chasses qui se déroulaient sur les terres de la ferme où le propriétaire, avec quelques nobles de son entourage, venait au lever du jour se faire servir une bolée de cidre chez ses fermiers. La chasse pouvait ensuite durer toute la journée, les terres et les récoltes étaient parcourues par les hommes et les chiens sans véritable souci pour les dégâts qui pouvaient y être provoqués. À la fin de la journée, toute la troupe venait se faire servir une nouvelle bolée de cidre. Ma mère surtout était horrifiée par le fait que les chasseurs alignaient le gibier sanguinolent sur le banc du lit-clos, sans se soucier aucunement de ceux qui l'astiquaient et, pour couronner le tout, le fermier ne recevait évidemment aucun produit de la chasse du jour ! ».
Au début du XXe siècle, Mme Braithwaite possédait la moitié de fermes de Henvic, dont celle de l'ancien manoir de Lézireur. De nombreuses fermes étaient alors louées selon le système du bail à convenant.

### XXesiècle

#### Belle Époque
En réponse à une enquête épiscopale organisée en 1902 par François-Virgile Dubillard, évêque de Quimper et de Léon en raison de la politique alors menée par le gouvernement d'Émile Combes contre l'utilisation du breton par les membres du clergé, le recteur d'Henvic écrit : « À part le personnel enseignant, il n'y a personne à même de comprendre une instruction [religieuse] française ». Répondant en 1904 à une enquête de l'inspection académique, un instituteur à d'Henvic écrit : « Sur une vingtaine d'enfants faisant leur première communion, 7 ou 8 seulement pourraient suivre avec quelque fruit le catéchisme français, et encore ! ».
En 1903, une épidémie de variole sévit à Henvic.
Des huîtres étaient pêchées dans l'estuaire de la Penzé sur le banc de Saint-Yves par des pêcheurs d'Henvic, par exemple une dizaine de bateaux en pêchent en moyenne 300 à 400 chacun le 13 avril 1906.
En 1909, la chute d'une partie du clocher qui était en construction de l'église neuve fit deux blessés parmi les ouvriers se trouvant alors dans le clocher :

« M. l'abbé Lejeune, recteur, avait commencé sa messe à 9 heures et avait hâté la cérémonie pour permettre aux maçons de poser le fleuron final du clocher qui devait supporter une croix qu'on voulait placer aujourd'hui, fête de la Saint-Jean, en grande solennité. La messe était finie depuis vingt minutes quand, à 10 heures 10, la tempête qui soufflait avec violence du nord-ouest abattit la cime du clocher. Plus de 2 mètres de maçonnerie s'écroulèrent par suite de la rupture des haubans qui maintenaient l'échafaudage. Des pierres défoncèrent le toit de l'église, puis tombèrent dans la nef, broyant une cinquantaine de chaises. On devine quelle épouvantable catastrophe on eût pu déplorer, si l'accident s'était produit au moment de l'office. (...) Le vent était tellement violent que des pierres pesant 150 kilos ont été projetées à 30 mètres. »

Le 25 septembre 1911, l'explosion du Liberté dans le port de Toulon fit une victime henvicoise : le quartier-maître de mousqueterie Mazé Jacques Marie né le 27/10/1871 à Bodilis. Décédé des suites de ses blessures à l'hôpital de Saint-Mandrier le 28 septembre 1911.
Un bureau téléphonique ouvre à Henvic le 1er janvier 1914.
Le soir du 12 février 1914, la gabare Phénix, d'Henvic, sombre lors d'une violente tempête dans les parages de Sainte-Anne près de la pointe de Pempoul et le bateau de sauvetage de Roscoff, le Commandant Philippes de Kerhallet, récupère les six marins sur les rochers des Vernes. Les marins du Phénix avaient eux-mêmes sauvés deux marins lors du naufrage d'une autre gabare quelques années auparavant, le 12 février 1909. Le 12 avril 1922, le Catherine, autre gabare d'Henvic, surprise par une tempête à Benven dans les parages de l'Île de Batz doit être abandonnée par son équipage qui furent sauvés par le même bateau de sauvetage.

#### Première Guerre mondiale
Le monument aux morts d'Henvic porte les noms de 57 soldats morts pour la France pendant la Première Guerre mondiale ; parmi eux 8 sont des marins disparus en mer (dont Jean Le Roux, qui reçut à titre posthume la Médaille militaire), un (Jean Berrou) est un marin décédé à Beyrouth (Liban) ; six soldats ont été tués sur le front belge dont cinq pendant la Course à la mer, deux soldats sont décédés en Grèce alors qu'ils participaient à l'expédition de Salonique, la plupart des autres sont décédés sur le sol français. Yves Rolland, né le 19 novembre 1889 à Henvic, quartier-maître fusilier au Centre aviation maritime de Saint-Raphaël, fut blessé lors des combats de Dixmude et reçut alors la Croix de guerre avec étoile d'argent ; il décéda accidentellement le 16 septembre 1916 et reçut à titre posthume la Médaille militaire.

#### Entre-deux-guerres
À Henvic, il n'y avait qu'une école publique au bourg, jusqu'à ce que le recteur Eucher Corre fonde l'école privée Sainte-Juvelte. Ce curé dynamique créa aussi le patronage catholique et joua un rôle actif dans la création de l'Office central de Landerneau. En 1921 est créée la caisse locale de Henvic dépendant de la caisse régionale de Bretagne des Assurances mutuelles agricoles (ancêtre de l'actuel Groupama) dont le siège est à Landerneau.
En avril 1922, la minoterie Daniélou est entièrement détruite par un incendie.
En 1925, la famille d'Alexis Guillou, facteur rural à Penzé, mais habitant Henvic, se voit attribuer le prix Cognacq-Jay, d'une valeur de 10 000 francs de l'époque, car, le mari étant alors âgé de 38 ans, leur 8e enfant vient de naître.

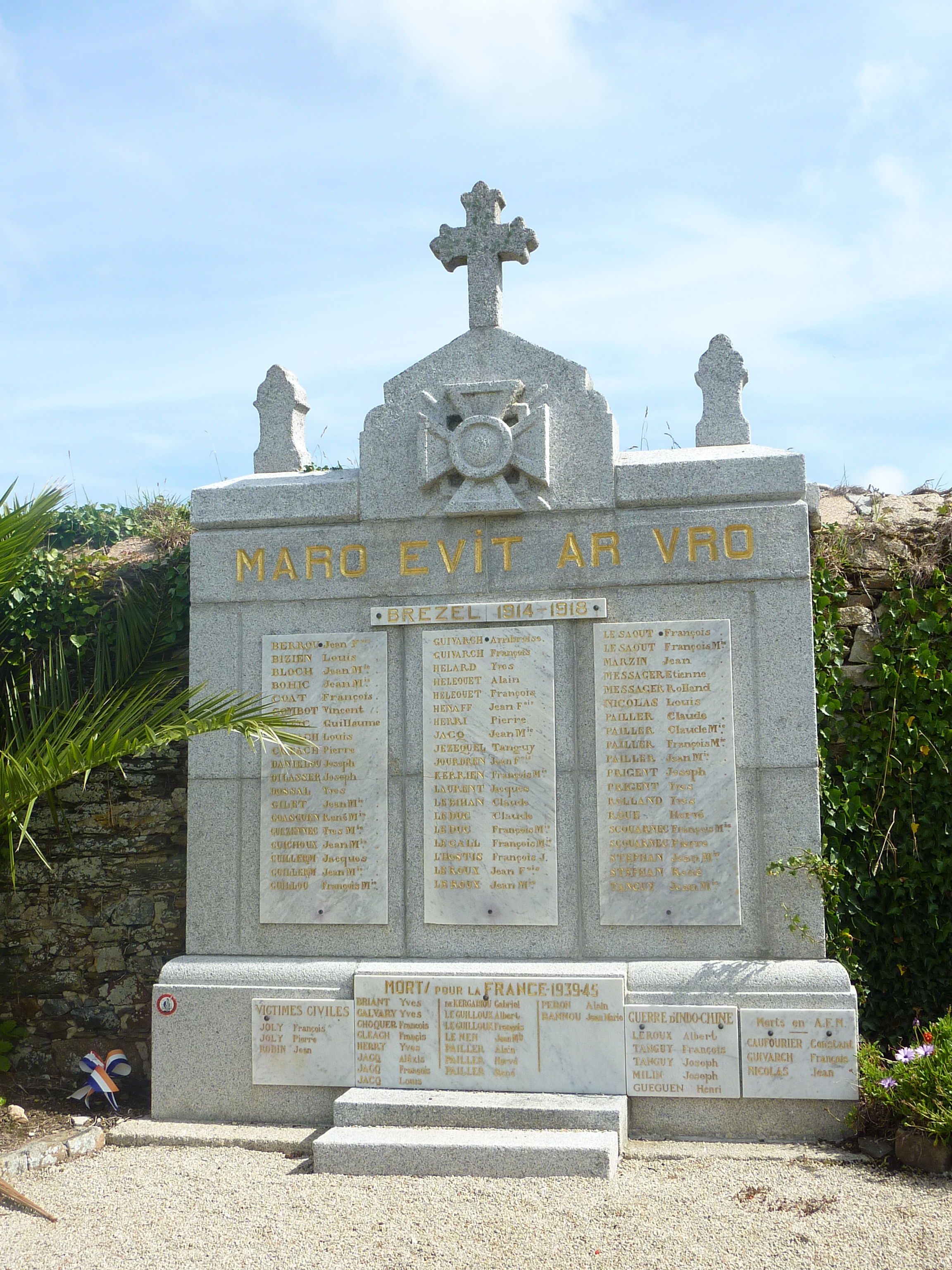
Le monument aux morts d'Henvic.

En 1928, le Bulletin de la Société archéologique du Finistère proteste : « On déboise sans discrétion, sans mesure et sans nécessité. (...) À Henvic, deux ormes et trois hêtres formaient un ravissant décor à la vieille et pittoresque église. Ces beaux arbres ont été abattus. L'établissement d'une ligne électrique a servi de prétexte ».
Bernard Puill a décrit la vie agricole à Henvic à cette époque : « Les De Langle, qui habitaient au manoir de Pennelé [en Saint-Martin-des-Champs] possédaient un grand nombre de fermes (..) Le prix du fermage n'était pas très élevé ; il était payé en argent, même s'il était calculé par référence à des denrées (blé, lait, viande). (...) Avant la Seconde Guerre, outre le montant du fermage, nous devions aussi au propriétaire un certain nombre de journées de travail gratuit. Les clauses du bail prévoyaient précisément que nous fournissions chaque année trois jours de charrue (homme, cheval et matériel), un homme chaque jour pendant la durée des foins (..) Il nous arrivait aussi de débarder du bois pour le chauffage du château. (..) Nous devions aussi nourrir toute l'année un chien de chasse pour le compte du propriétaire ». Le statut du fermage, voté en 1946 à l'initiative de François Tanguy-Prigent, interdit par la suite de telles prestations en nature.
La culture des artichauts se développe pendant l'Entre-deux-guerres : le journal L'Ouest-Éclair note, à titre d'exemple, 60 voitures chargées d'artichauts amenées sur la place du marché devant la gare de Taulé-Henvic et 40 au marché de Penzé le 27 juin 1936 et des chiffres identiques le 4 juillet 1936, et même 80 voitures le 1er juillet 1936.

#### Seconde Guerre mondiale
Vingt personnes originaires d'Henvic sont mortes pour la France pendant la Seconde Guerre mondiale. Parmi elles, quatre sont des marins disparus en mer ; un autre marin (Yves Calvary) est mort lors de la bataille de Mers el-Kébir le 3 juillet 1940. François Choquer est décédé à l'hôpital de Casablanca des suites de brûlures lors de l'incendie du pétrolier « Rhône » de la marine nationale torpillé (méprise sur objectif) par le sous-marin U 37 à proximité des Canaries. En juillet 1941, Gabriel de Kergariou et son fils Yves, âgé de 16 ans, entrent dans un réseau de renseignements dénommé « F2, famille-interallié » dont la mission est de recueillir des renseignements sur les troupes allemandes et de les faire parvenir à Londres. Quatre tentatives à partir du Pont de la Corde à bord de leur bateau La Loutre eurent lieu pour joindre des bateaux anglais, mais une seule réussit au large de Carantec. Victime d'une dénonciation, le réseau fut démantelé et Gabriel de Kergariou fut arrêté le 17 décembre 1941, passant plusieurs mois dans les prisons de Fresnes et Romainville. Il est déporté depuis Paris fin mars ou début avril 1943 au camp de concentration de Mauthausen, puis à Gusen et est mort en déportation, le 3 août 1944 à Hartheim (Autriche), dans le cadre de l'opération Aktion 14f13.

#### Après-Seconde-Guerre-mondiale
Quatre soldats (Albert Le Roux, Joseph Milin, François Tanguy, Joseph Tanguy) originaires d'Henvic sont morts lors de la guerre d'Indochine et trois (Constant Caufourier, François Guivarch, Jean Nicolas) pendant la guerre d'Algérie.

### LeXXIesiècle
En 2014 un donateur voulant rester anonyme a fait un don de 400 000 euros à la commune, ce qui représente un cinquième de son budget annuel de fonctionnement.

## Démographie
L'évolution du nombre d'habitants est connue à travers les recensements de la population effectués dans la commune depuis 1793. Pour les communes de moins de 10 000 habitants, une enquête de recensement portant sur toute la population est réalisée tous les cinq ans, les populations de référence des années intermédiaires étant quant à elles estimées par interpolation ou extrapolation. Pour la commune, le premier recensement exhaustif entrant dans le cadre du nouveau dispositif a été réalisé en 2005.
En 2022, la commune comptait 1 195 habitants, en évolution de −10,35 % par rapport à 2016 (Finistère : +2,16 %, France hors Mayotte : +2,11 %).
| 1793  | 1800  | 1806  | 1821  | 1831  | 1836  | 1841  | 1846  | 1851  |
| ----- | ----- | ----- | ----- | ----- | ----- | ----- | ----- | ----- |
| 1 155 | 1 304 | 1 340 | 1 389 | 1 241 | 1 315 | 1 291 | 1 337 | 1 257 |

| 1856  | 1861  | 1866  | 1872  | 1876  | 1881  | 1886  | 1891  | 1896  |
| ----- | ----- | ----- | ----- | ----- | ----- | ----- | ----- | ----- |
| 1 333 | 1 373 | 1 421 | 1 335 | 1 292 | 1 376 | 1 323 | 1 512 | 1 556 |

| 1901  | 1906  | 1911  | 1921  | 1926  | 1931  | 1936  | 1946  | 1954  |
| ----- | ----- | ----- | ----- | ----- | ----- | ----- | ----- | ----- |
| 1 526 | 1 545 | 1 484 | 1 474 | 1 513 | 1 519 | 1 582 | 1 446 | 1 443 |

| 1962  | 1968  | 1975  | 1982  | 1990  | 1999  | 2005  | 2006  | 2010  |
| ----- | ----- | ----- | ----- | ----- | ----- | ----- | ----- | ----- |
| 1 420 | 1 216 | 1 145 | 1 222 | 1 265 | 1 174 | 1 262 | 1 275 | 1 298 |

| 2015  | 2020  | 2022  | - | - | - | - | - | - |
| ----- | ----- | ----- | - | - | - | - | - | - |
| 1 321 | 1 224 | 1 195 | - | - | - | - | - | - |

Commentaire : La population de Henvic n'est actuellement que guère supérieure à ce qu'elle était en 1793 et elle n'a que peu fluctué au cours des XIXe siècle et XXe siècle à la différence de la plupart des autres communes françaises, 437 habitants seulement séparant la population minimale, celle de 1975, de la population maximale, atteinte en 1936 avec 1582 habitants. Le XIXe siècle a certes connu quelques dents de scie dans son évolution démographique, mais de faible importance jusqu'au maximum secondaire atteint en 1896 avec 1556 habitants. Les 40 premières années du XXe siècle restent constamment à un niveau démographique élevé, le déclin le plus marqué correspondant à la période 1936-1975, pendant laquelle la commune connaît un important exode rural, avec une perte de 437 habitants en 39 ans (-28 %), l'année 1975 étant celle de la population minimale, légèrement inférieure même à celle de 1793. Par contre, le dernier quart du XXe siècle et la première décennie du XXIe siècle sont une période de modeste reprise démographique avec un gain de 160 habitants supplémentaires en 33 ans en dépit d'un fléchissement temporaire entre 1990 et 1999.
La densité de population est assez élevée (131 habitants par km² en 2008) pour une commune qui reste semi-rurale, mais grossie par des migrants pendulaires liés à la proximité des villes de Morlaix, Saint-Pol-de-Léon et Roscoff et par la littoralisation du peuplement en raison de sa situation péninsulaire et littorale. La commune connaît une immigration nette depuis 1975 (le solde migratoire était négatif antérieurement) et même son solde naturel, resté longtemps négatif (jusqu'en 1999) en raison du vieillissement antérieur de sa population est devenu modestement positif entre 1999 et 2008 (+0,2 % l'an), mais ce redressement reste précaire : en 2009 par exemple, Henvic a enregistré 12 naissances et 15 décès. L'analyse de la structure par âge de la population montre une population qui reste relativement âgée : en 2008, les 65 ans et plus représentaient 20,7 % de la population totale, les 0 à 19 ans 18,0 % seulement.
Entre 1968 et 2008, le nombre des logements à Henvic est passé de 393 à 688, augmentant donc de 295 unités (+75 % en 40 ans) ; les constructions récentes sont donc nombreuses (surtout celles construites entre 1975 et 1989 au nombre de 159), ce qui s'explique par la prolifération des lotissements pendant cette période. Il s'agit essentiellement de maisons individuelles (96,8 % du parc immobilier total en 2008) ; les résidences secondaires sont en nombre non négligeable : 59, soit 8,6 % du parc immobilier total en 2008, mais ce pourcentage n'est pas énorme pour une commune littorale.

### Évolution du rang démographique
| selon la population municipale des années : | 1968 | 1975 | 1982 | 1990 | 1999 | 2006 | 2009 | 2013 |
| Rang de la commune dans le département      | 134  | 156  | 149  | 147  | 154  | 155  | 158  | 159  |
| Nombre de communes du département           | 286  | 283  | 283  | 283  | 283  | 283  | 283  | 283  |

En 2016, Henvic était la 160e commune du département en population avec ses 1 333 habitants (territoire en vigueur au 1er janvier 2019), derrière Tréméoc (159e avec 1 339 habitants) et devant Lanhouarneau (161e avec 1 316 habitants).

## Politique et administration

### Héraldique
| Blason de Henvic | Blason de Henvic : D'argent au lion morné de sable, accompagné de trois molettes du même. Officiel : déposé en préfecture le 3 avril 1978. |

## Monuments et sites
- Les vestiges de la Vieille église (Roudoù an iliz kozh) : elle date de la fin du XVIe siècle et du début du XVIIe siècle mais a été réduite à ses dimensions actuelles vers 1900 après la construction de l'église nouvelle ; l'église a toutefois a conservé son clocher pittoresque qui servait autrefois d'amer aux navires entrant dans la baie de Morlaix. Ses saints patrons étaient saint Maudez et sa sœur sainte Juvelte ; « les statues de saint Maudez, en abbé, et de sainte Juvelte, en religieuse, qui se voyaient dans l'ancienne église, ont été replacées dans la nouvelle, ainsi que les curieux panneaux sculptés qui représentaient les principales scènes de la vie de ces saints personnages avec de curieuses légendes explicatives[27] ». C'est un clocher de style Beaumanoir avec sa galerie, sa tourelle cylindrique dans laquelle est logé l'escalier et ses deux étages de cloches. Le porche ajouré de 9 arcades, et surmonté d'une chambre des archives appartient à la dernière période du style gothique flamboyant, de même que le clocher avec sa tourelle d'escalier. Mais la balustrade en saillie et le beffroi, couronné par une flèche minuscule, donnent la sensation du style Henri IV ou du style Louis XIII[79].

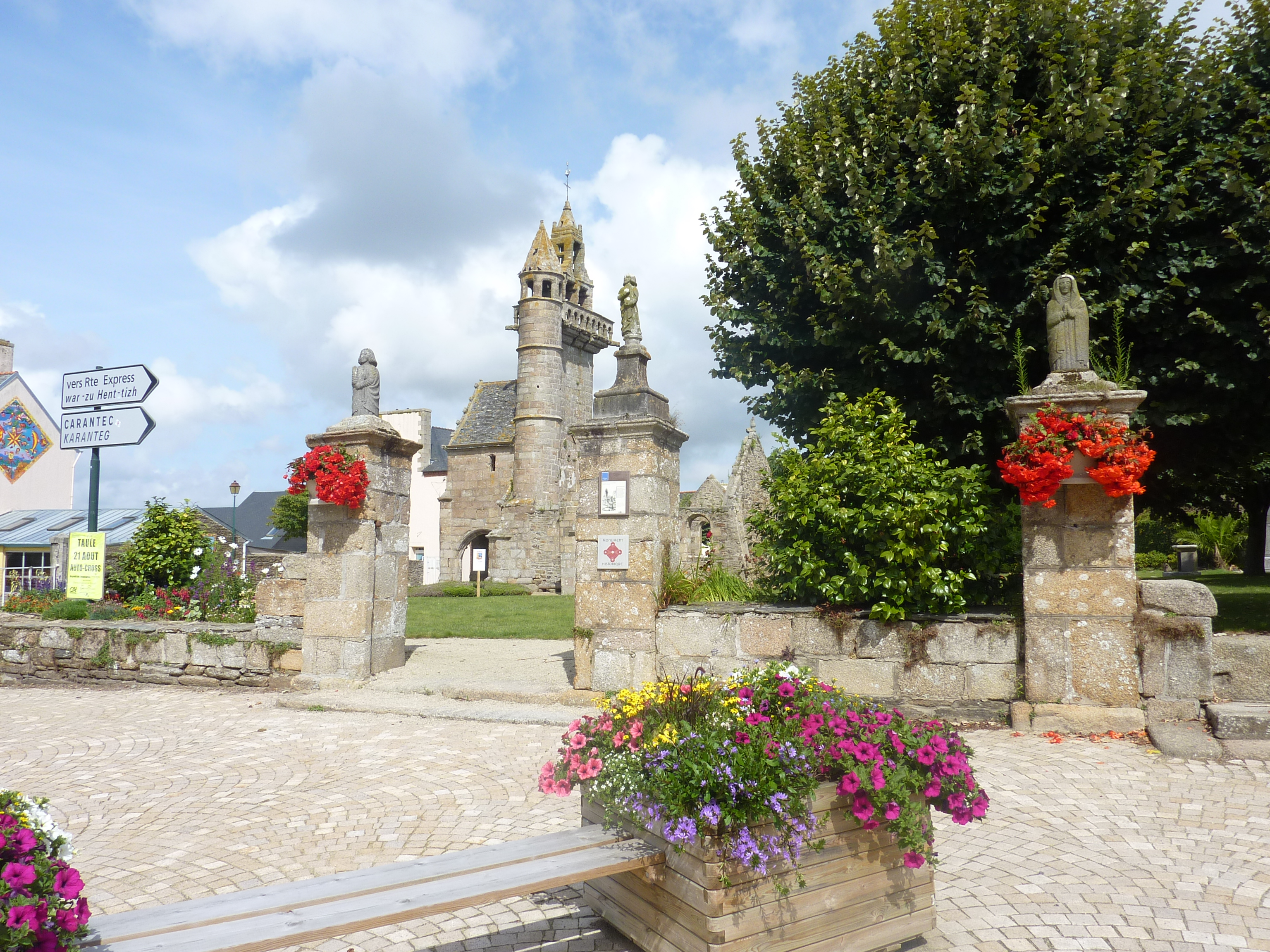
Henvic : l'enclos paroissial et la vieille église.
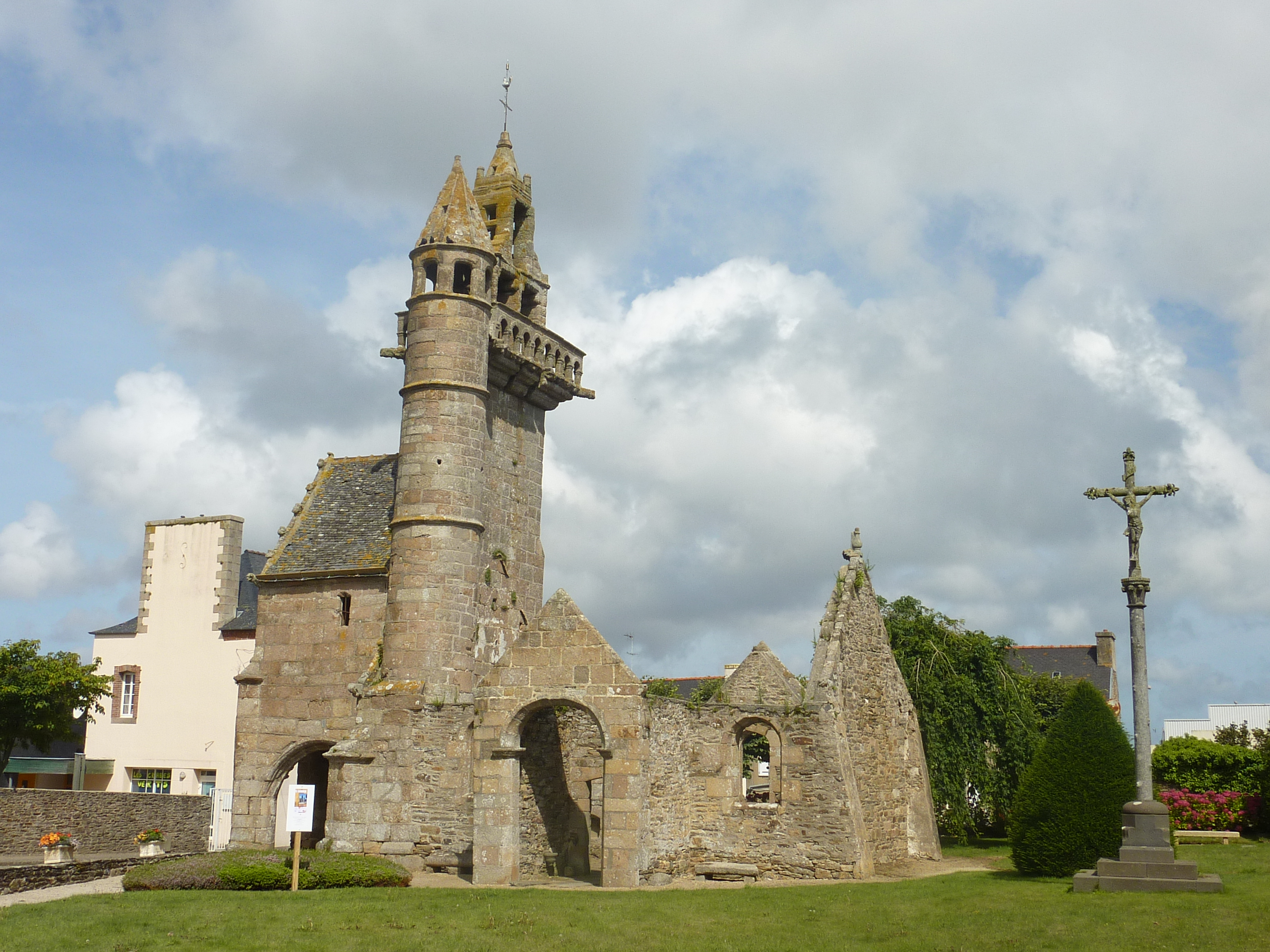
Henvic : la vieille église.
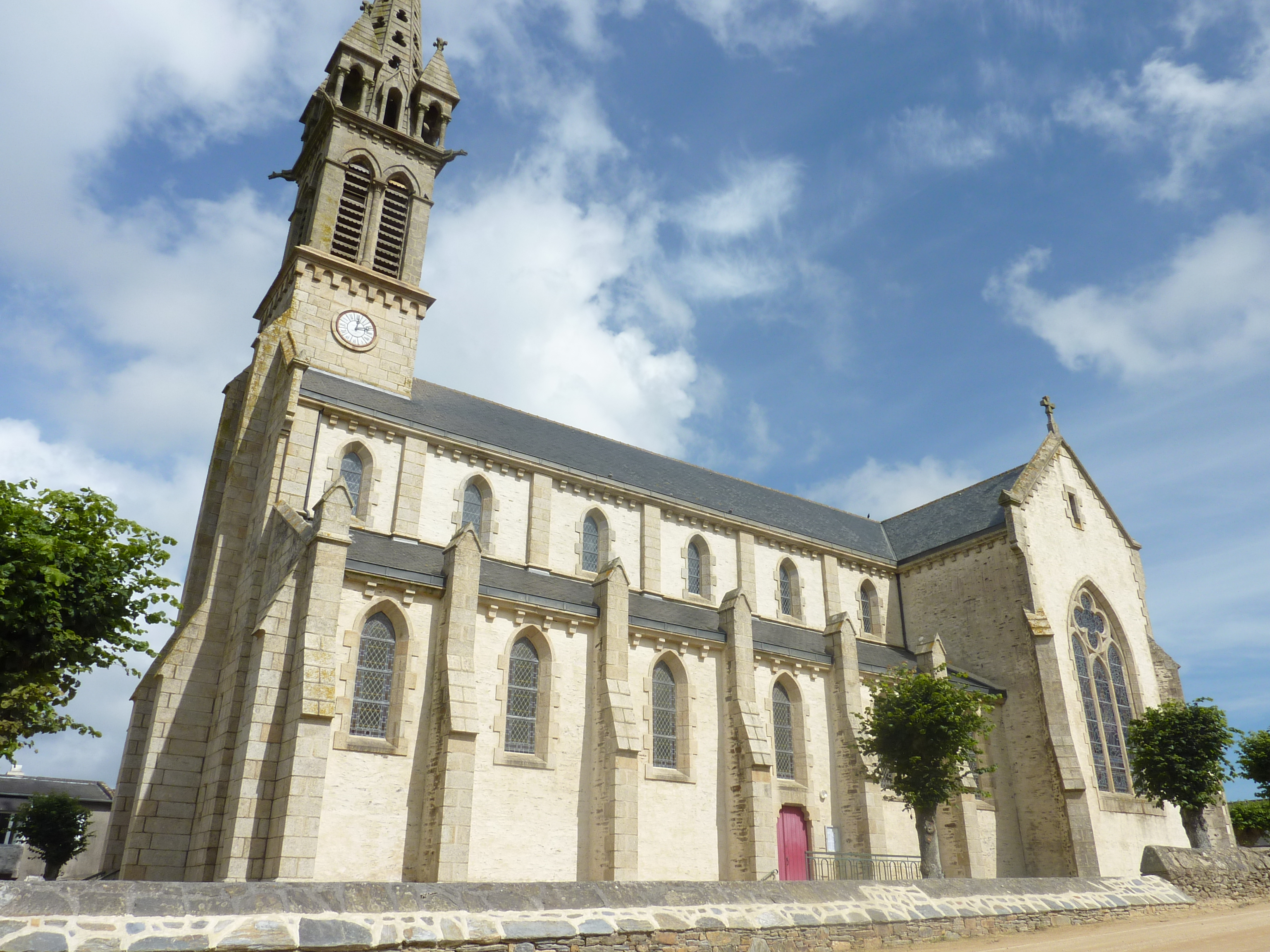
Henvic : l'église paroissiale actuelle 1.
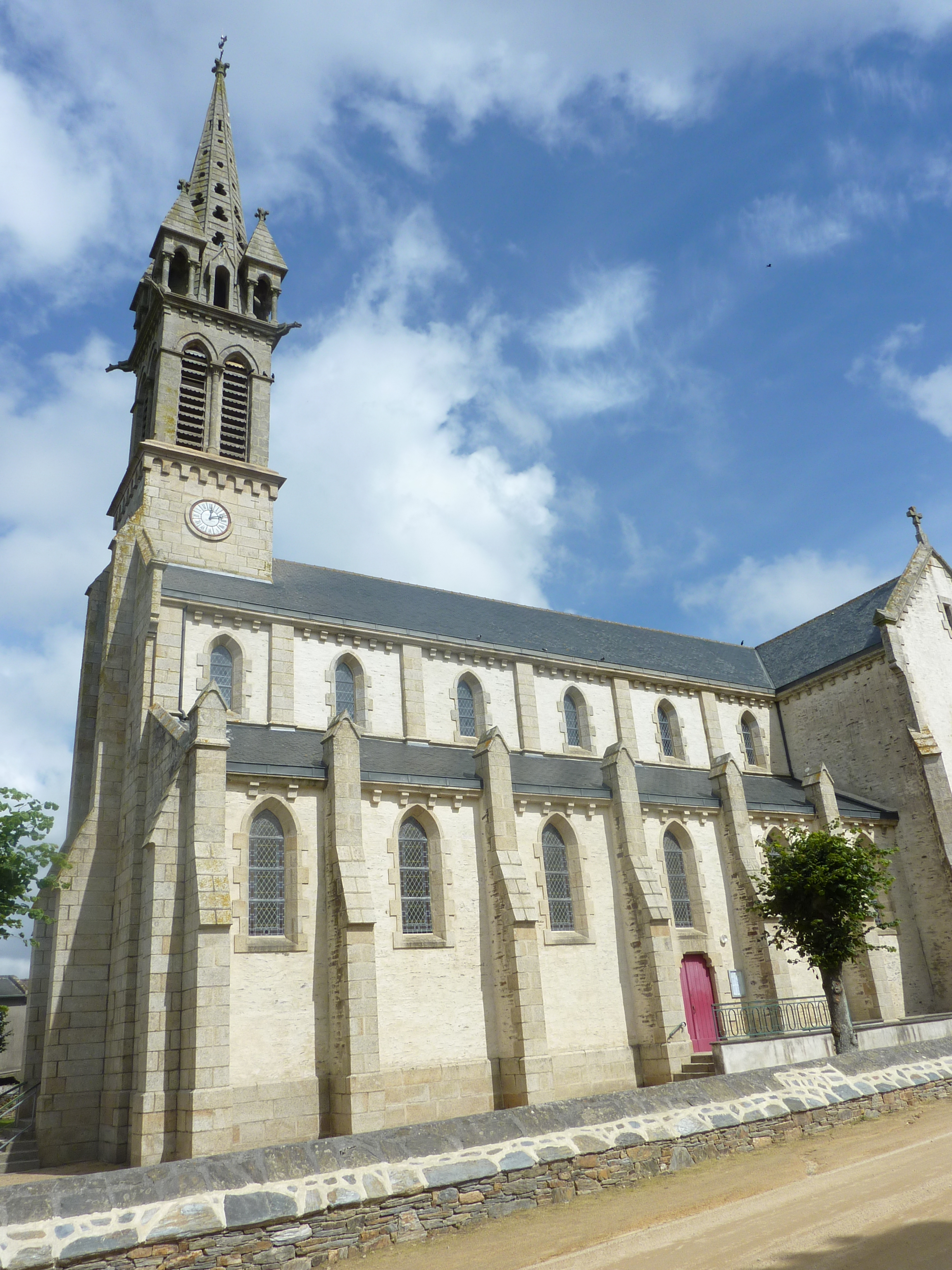
Henvic : l'église paroissiale actuelle 2.

Le portail d'entrée du placître est surmonté de statues qui proviennent de l'ancien calvaire détruit pendant la Révolution française. L'autel extérieur encore visible dans l'enclos paroissial fut mutilé à la même époque.
- L'église paroissiale Saint-Maudez-et-Sainte-Juvette actuelle, construite par l'architecte Serrurier de Morlaix et inaugurée le 23 novembre 1902 (officiellement consacrée le 18 mai 1904[80]), a conservé un certain nombre d'éléments décoratifs de la vieille église qui y ont été replacés. Parmi eux, le diptyque gothique à la gloire de saint Maudez (6 panneaux) et sainte Juvette (4 panneaux), qui retrace les principaux actes de leur vie : saint Maudez guérissant les infirmes, recevant la bénédiction de son père, délivrant un possédé, rendant la vue à un aveugle et sainte Juvette ressuscitant un seigneur, délivrant des possédés, des « fols », des enragés, donnant la vue à des aveugles, l'ouïe aux sourds et la parole aux muets, défendant aux oiseaux et bêtes « d'endommager le bled des pauvres gens[81] ». Sainte Juvette était aussi invoquée contre « les humeurs aux genoux[82] ». Le maître-autel provient aussi de l'ancienne église, de même que les autels latéraux, consacrés à saint Fabien et saint Sébastien d'un côté, sainte Catherine et sainte Barbe de l'autre. L'église est aussi décorée d'un grand triptyque décoratif à la mémoire des morts de la Première Guerre mondiale peint par Jacques Jullien et inauguré le 4 octobre 1927[83].
- La chapelle Sainte-Marguerite date des XVe siècle et XVIe siècle, fut restaurée en 1878. On y trouve une statue en bois de sainte Marguerite terrassant le dragon et son pardon Notre-Dame d'Espérance se déroule chaque 15 août. C'est dans cette chapelle qu'étaient traditionnellement déposés les corps des naufragés retrouvés dans les eaux de la Penzé ou sur les côtes avoisinantes.

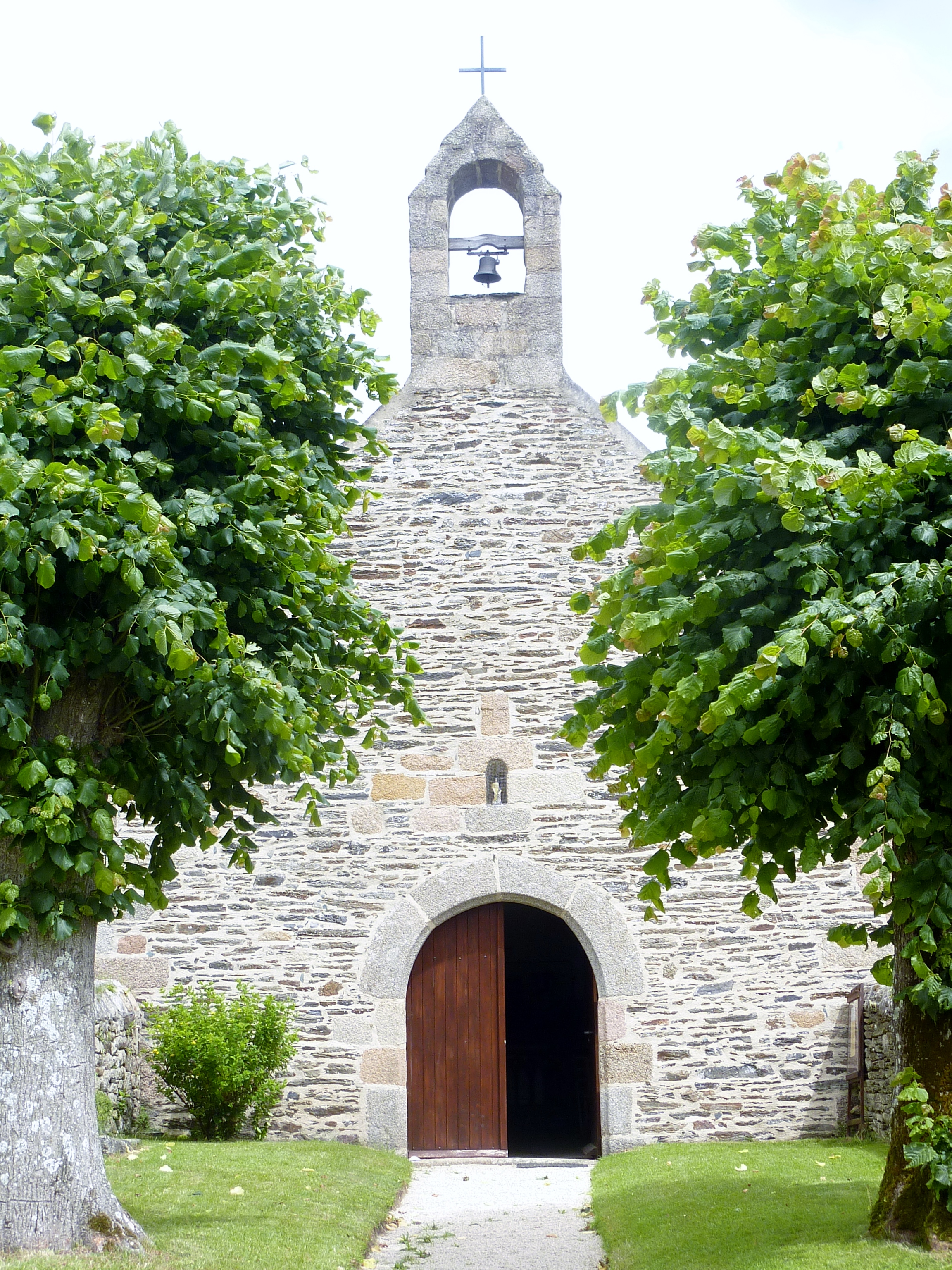
Henvic : la chapelle Sainte-Marguerite (la façade).
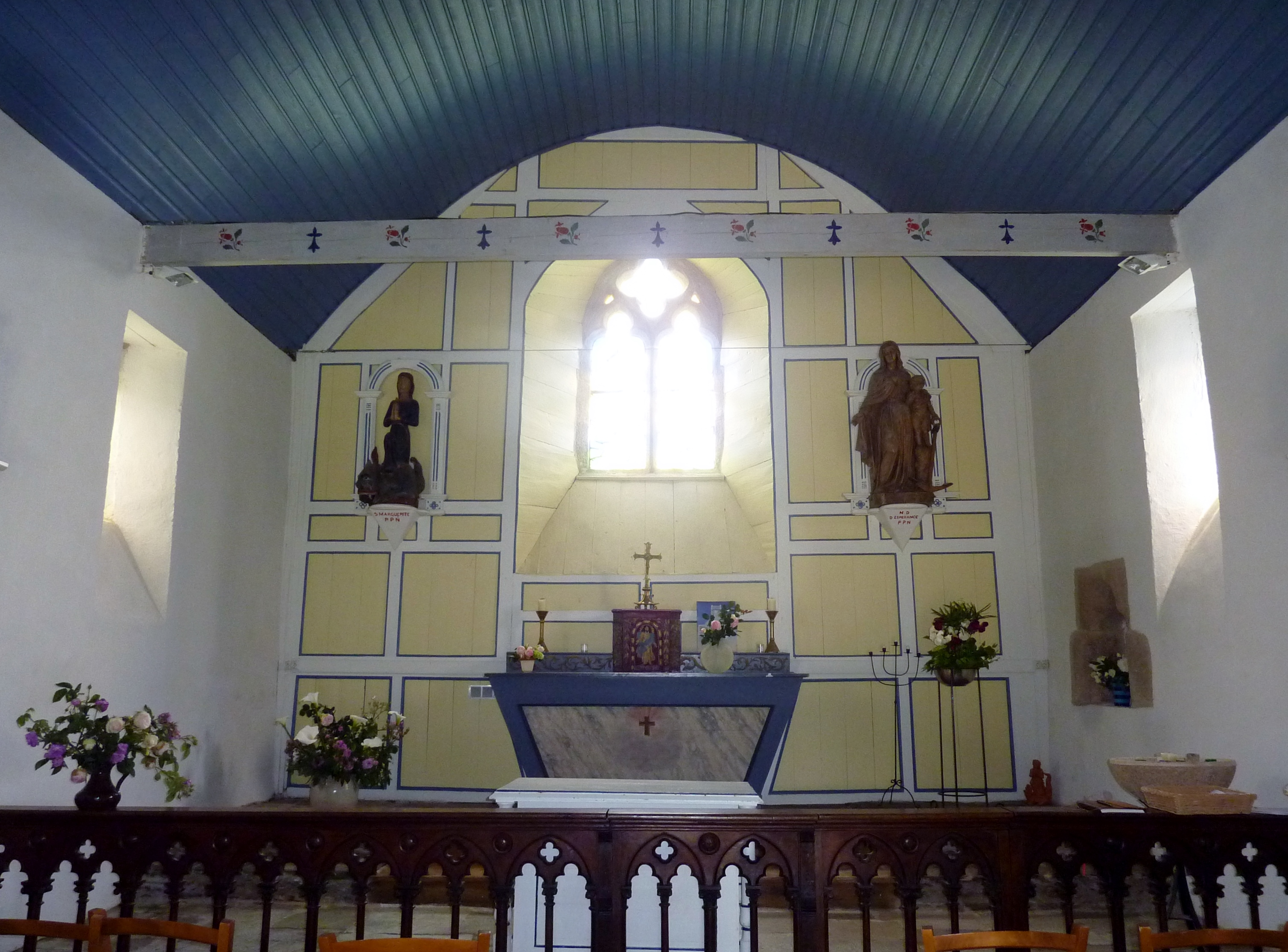
Henvic, chapelle Sainte-Marguerite : vue intérieure, le maître-autel.
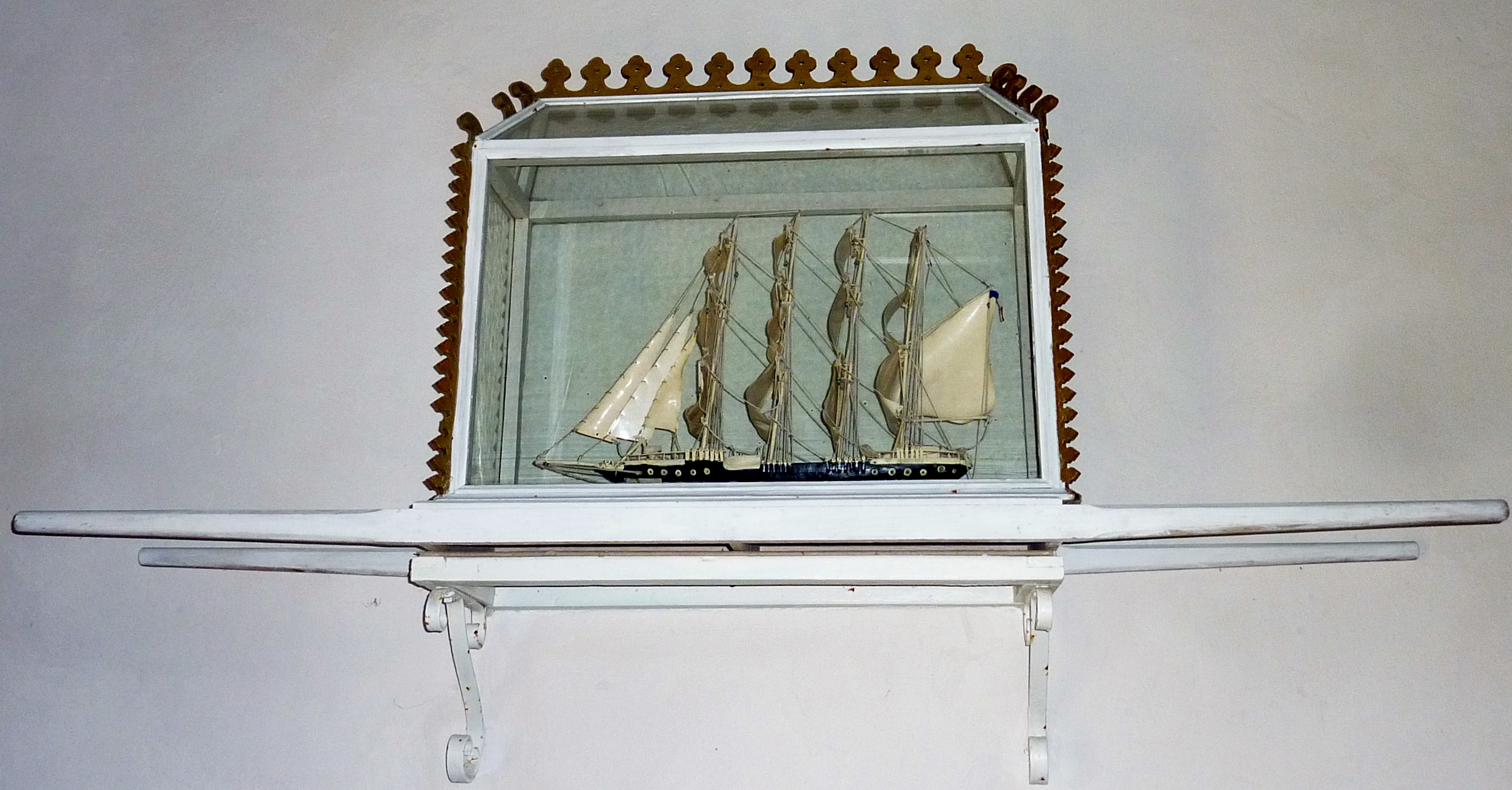
Henvic, chapelle Sainte-Marguerite : ex-voto représentant un quatre-mâts.

- Deux chapelles ont disparu : la chapelle Saint-Gildas (qui a donné son nom au village de Salvantez, même si le nom est très déformé) et la chapelle Saint-Jean-Baptiste, qui était la chapelle seigneuriale du château de Lézireur.
- 8 croix et calvaires sont identifiées sur le territoire communal dont les restes d'un calvaire dans le jardin public, Croaz Al Lan (?) (la "Croix-au-loup")[84] Cette croix est ainsi dénommée car le 16 juillet 1698 un enfant de 7 ans, Jean Le Tartarin, fut tué et en partie dévoré par un loup à cet endroit, une jeune fille étant aussi tuée dans les mêmes circonstances la même année et inhumée dans l'église de Henvic à Langroas qui date de 1820 et la croix Mez-ar-Graoz qui date de 1821[84]. La "Croix-du-Salut" doit son nom à la coutume qui voulait que lors du pèlerinage du Tro Breizh, les pèlerins se signaient et priaient à chaque fois qu'ils apercevaient pour la première fois une nouvelle église consacrée à l'un des sept saints fondateurs, ici celle de Saint-Pol-de-Léon. Une croix était érigée à cet endroit.
- Les manoirs :
  - Le manoir de Trogriffon[85], sur les bords de la Penzé, encaissé dans un vallon étroit, date des XVIIe siècle et XVIIIe siècle et possède encore une tourelle du XVe siècle et un colombier du XVIe siècle, ainsi qu'un beau parc agrémenté d'un étang mêlant eau douce et eau de mer[85]. La tradition locale rapporte que le dernier seigneur de Trogriffon, un Coatanlem de Rostiviec, aurait accepté de rester cloîtré dans le manoir pendant toute la période révolutionnaire, à condition d'avoir l'assurance de ne pas être inquiété par les patriotes henvicois et aurait profité de cette réclusion forcée pour rédiger un dictionnaire breton-français en sept volumes[86]. Le manoir est passé par la suite par mariage de Marie de Coëtanlem de Rostiviec à la famille de L'Espine de Grainville.

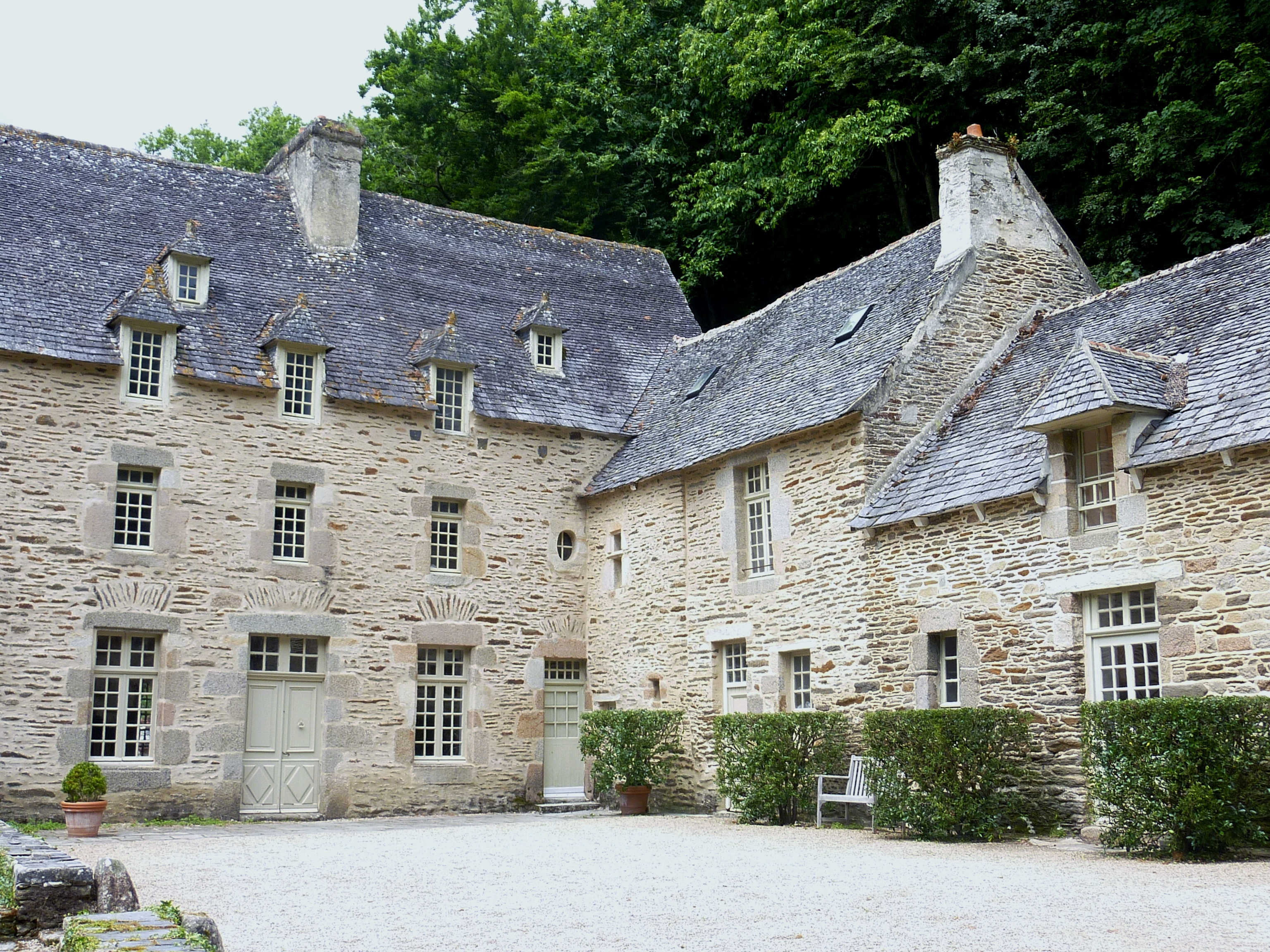
Le manoir de Trogriffon : vue d'ensemble.
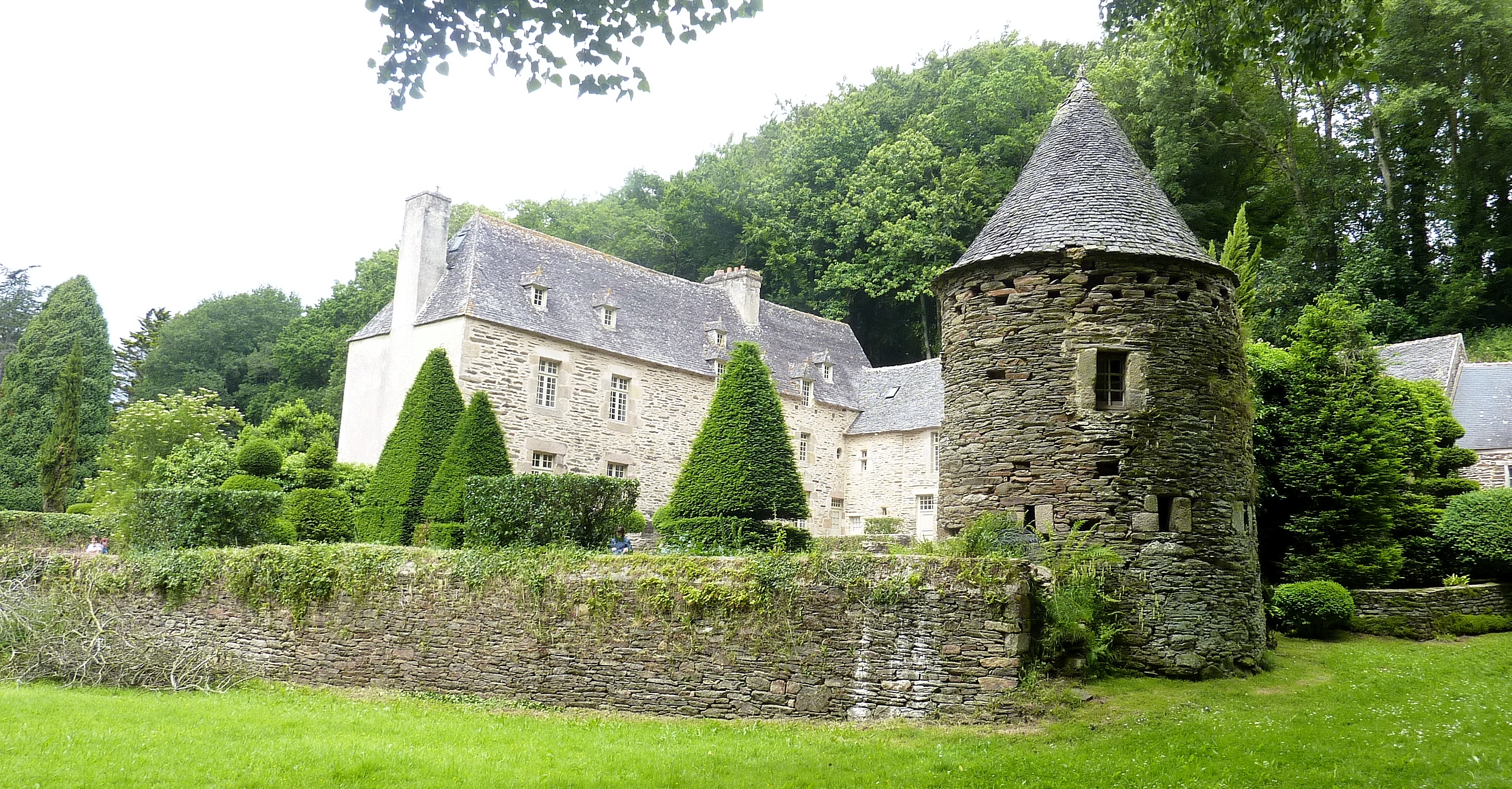
Le manoir de Trogriffon et son ancienne tour.
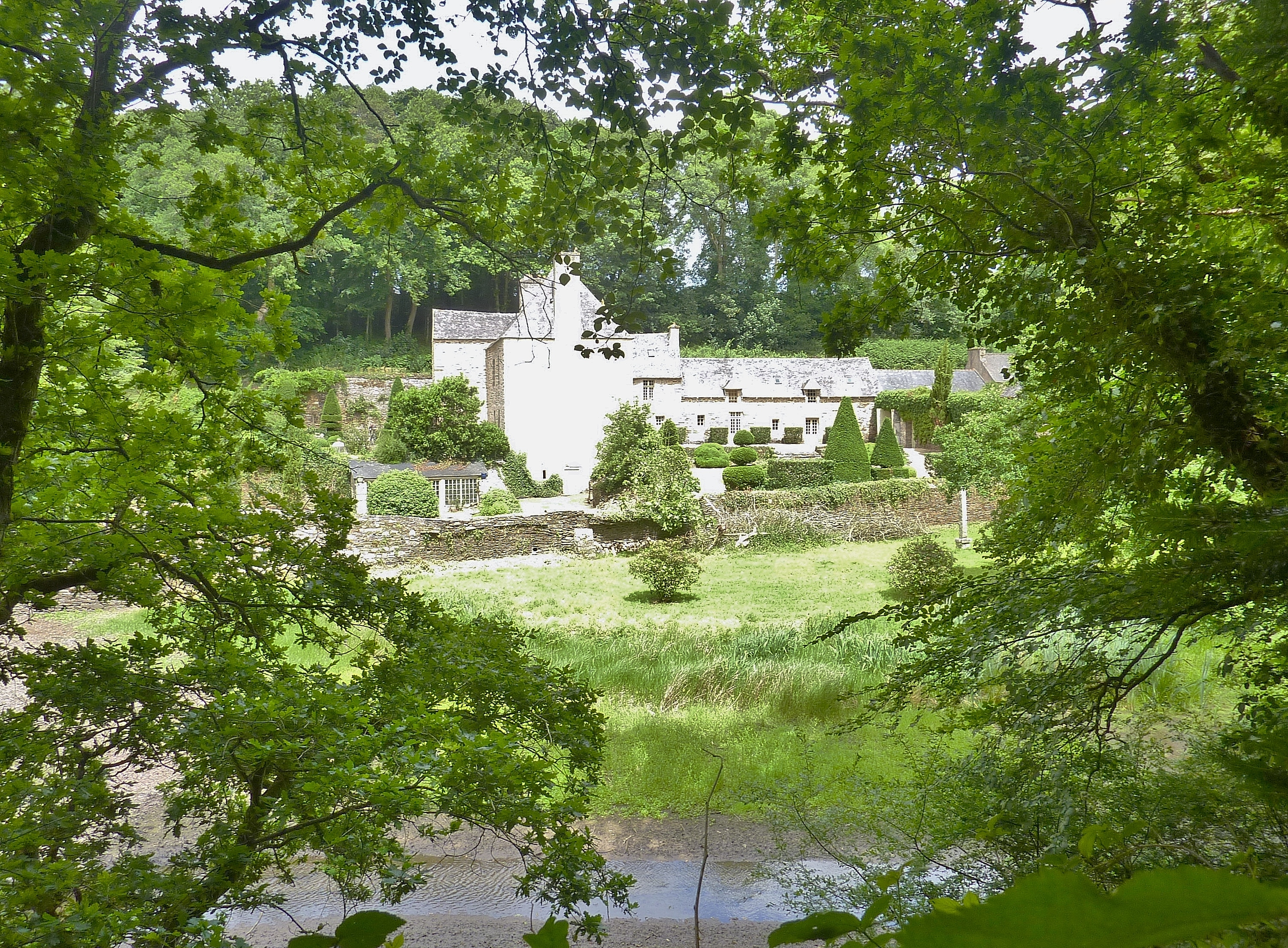
Le manoir de Trogriffon vu à travers les arbres de son parc.
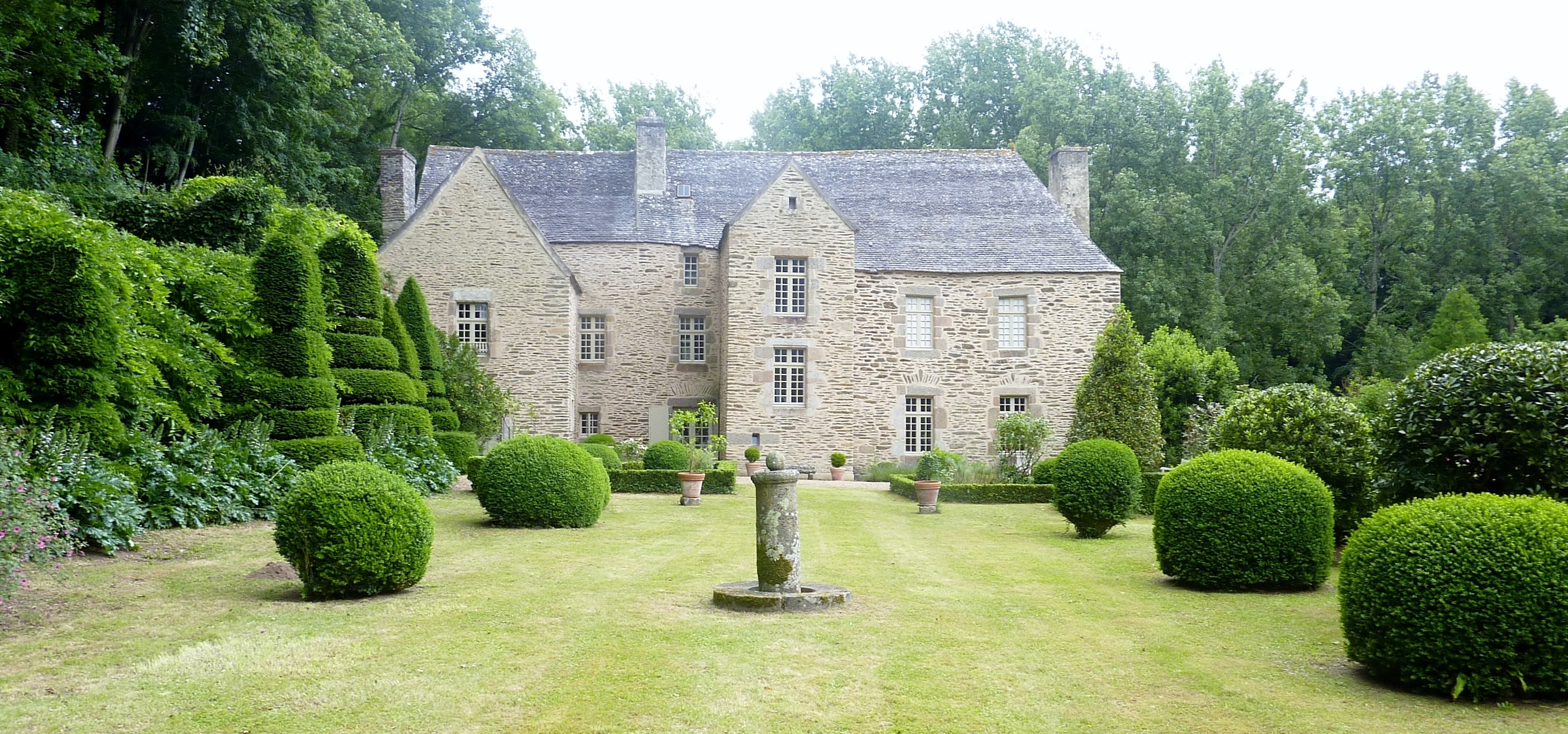
Le manoir de Trogriffon et son jardin.
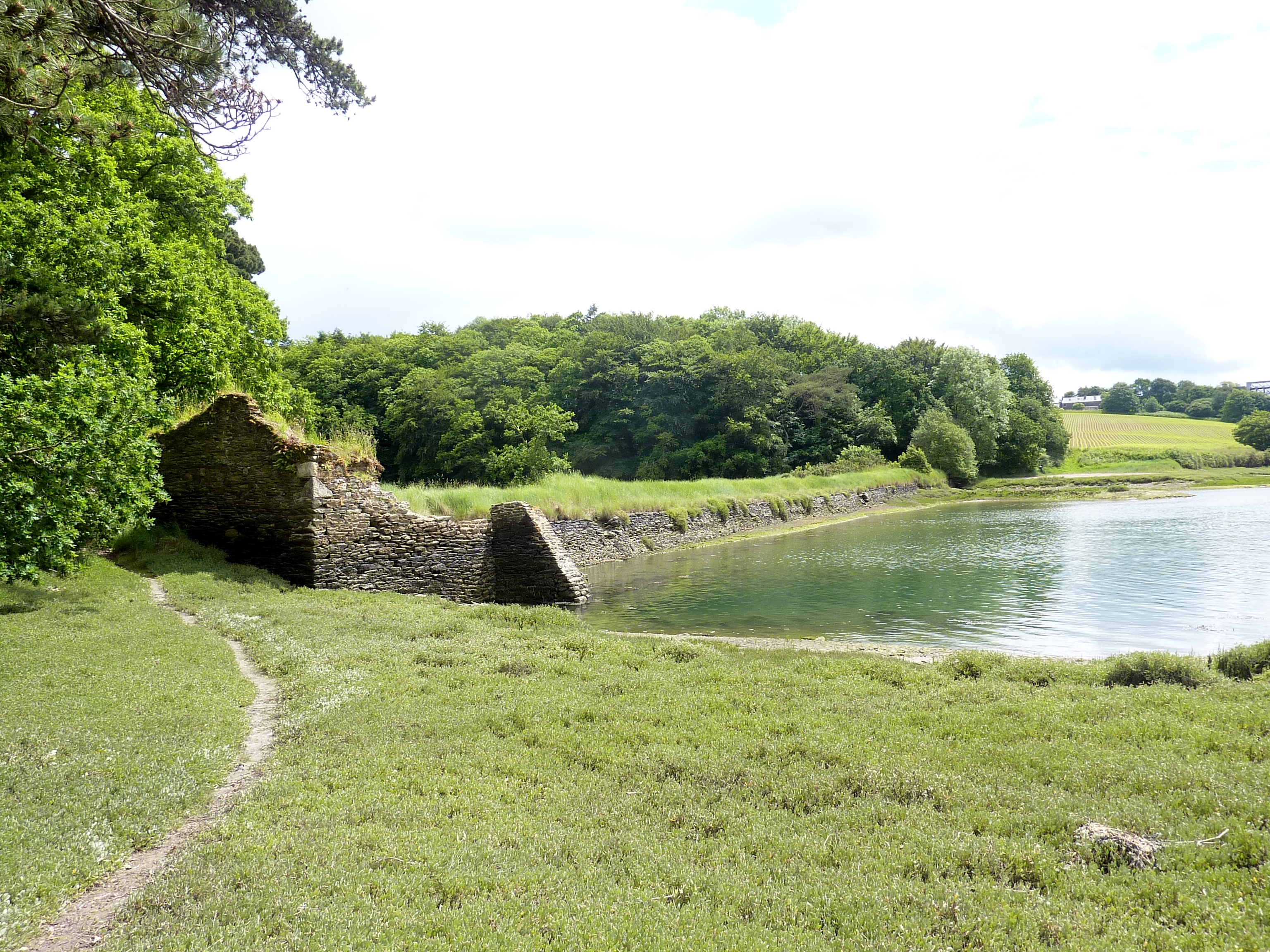
Manoir de Trogriffon : la digue de l'étang en bordure de la Penzé (vue de l'aval).

- - Le manoir de Lingoz[87] date du XVIIe siècle. De nos jours, c'est devenu une simple ferme.
  - Le manoir de Lézireur est aussi désormais une simple ferme qui possède encore une vasque circulaire monumentale d'environ 3 m  de diamètre, montée sur un piédestal[87].
- La commune a possédé 9 moulins dont le moulin à marée de Trogriffon (en ruine) le long de l'estuaire de la Penzé.

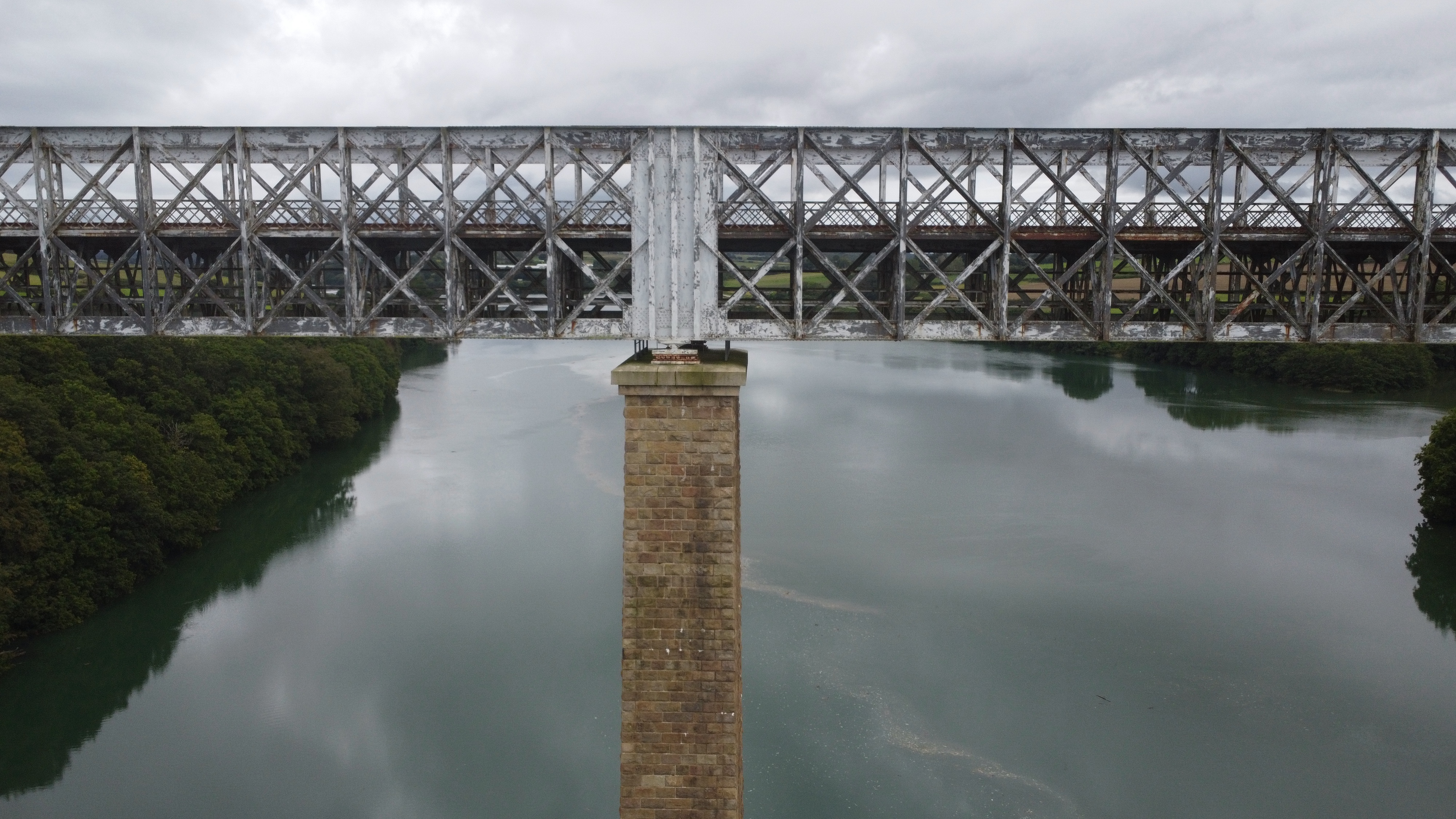
Viaduc de la Penzé

- Le viaduc de la Penzé.

## Culture
- Tempo, la radio, la radio du nord-Finistère basée à Henvic.

### Coiffe de Henvic
La coiffe de Henvic, appelée la chubilinenn ou encore la jobelinenn, était particulière à la péninsule qui regroupe aujourd'hui les quatre communes de Taulé, Carantec, Henvic, et Locquénolé. Elle avait une forme de carapace de crabe et a commencé à disparaître à l'époque de la Seconde Guerre mondiale, même si jusque dans les années 1960 certaines femmes la portaient encore.

### Chanson traditionnelle
- Pod maro gant c'hoant plac'h (en breton, dialecte du Léon) ou Le garçon mort d'amour (en français) est une chanson populaire traditionnelle dont le texte, en breton et en français, a été recueilli le 14 janvier 1851[89] et transcrit par E. Ernault[90] ; la chanteuse était Jannet Puill, mendiante de Henvic.

### Tableaux

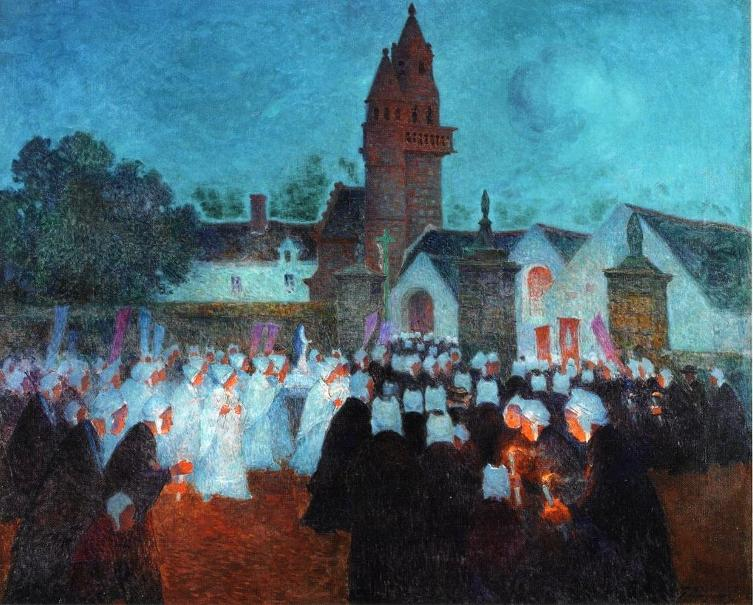
Ferdinand du Puigaudeau : Procession à Henvic.

- Ferdinand du Puigaudeau : Procession à Henvic.

## Personnalités liées à la commune
- Pierre-Joseph de Coëtamlem (né en 1749, décédé en 1827), seigneur de Trogriffon, fut l'auteur d'un dictionnaire breton[9] manuscrit en huit volumes qu'il rédigea pendant la Révolution française, alors qu'il vivait reclus dans son manoir de Trogriffon. Cet ouvrage fut oublié à la mort de l'auteur et réapparut brièvement au XXe siècle, pour finalement être acheté par la ville de Brest en 2003. Il constitue une source importante de la vie des paysans bretons pendant et après la Révolution puisque Coëtanlem ne se limitait pas seulement à la lexicographie mais décrivait aussi les pratiques et coutumes du peuple[1].
- François-Marie Borgnis-Desbordes, né à Brest le 14 juillet 1769, propriétaire, négociant, manufacturier, maire de Henvic depuis l'an IX, fut élu député du Finistère le 21 octobre 1818. Il siégea au côté gauche et vota en 1819 avec les libéraux contre les lois d'exception. Il fut aussi un des 95 opposants au nouveau système électoral. Une biographie de 1820 lui consacre cette brève notice : « Un des muets du côté gauche. Il a cinq pieds et cinquante ans. Son esprit, ses manières, n'ont rien de bien distingué ; mais il est plein de patriotisme et de probité. C'est l'ombre de M. Guilhem[91] ». Il cesse d'être député le 24 décembre 1823 et décède à une date inconnue (après 1830)[92].
- La famille de L'Espine de Grainville, qui a fourni plusieurs maires à Henvic, est originaire de Normandie, tirant sa noblesse des charges en la Chambre des Comptes de Rouen que certains de ses membres exercèrent au XVIIIe siècle avant qu'une branche de cette famille[93] ne vienne s'établir en Bretagne[94] :
  - Gabriel de L'Espine de Grainville (né en 1781, décédé le 7 novembre 1864 à Plouigneau), fils de Guillaume-Marie et de Marie-Louise Le Rouge de Guerdavid, devint propriétaire du manoir de Trogriffon grâce à son mariage célébré le 21 février 1816 à Henvic avec Marie Perrine de Coëtanlem (née le 20 janvier 1787 à Morlaix, paroisse de Saint-Martin et décédée le 13 janvier 1863 à Plouigneau), fille de Pierre Joseph de Coëtamlem et héritière du manoir.
    - Adrien de L'Espine de Grainville, né le 5 mars 1824 à Plouigneau, décédé le 29 avril 1905 à Morlaix, fut commissaire à la marine avant d'être maire de Henvic pendant 32 ans entre 1867 et 1881 d'une part, entre 1884 et 1905 d'autre part ; il fut aussi conseiller d'arrondissement du canton de Taulé. Il fut un défenseur des marins et agriculteurs de la région. En 1870, bien que veuf et ayant six enfants en bas âge, il n'hésita pas à quitter son foyer pour s'enrôler âgé de 47 ans dans le bataillon des zouaves de Charette[95].
      - Charles de L'Espine de Grainville fut aussi maire de Henvic en 1919 et 1920.
- Luc-Olivier Merson, peintre et graveur, y compris de timbres-poste, passa une partie de sa retraite à Henvic.
- Alexis Gourvennec né sur la commune le 11 janvier 1936.
- André Pailler, (1912-1994), archevêque de Rouen, né à Henvic.
- Marie Jacq, née le 28 juillet 1919 à Henvic, fut maire de cette commune entre 1965 et 1989 et député socialiste du Finistère de 1978 à 1983 ; elle fut vice-présidente de l'Assemblée nationale[96].
- Hervé Abalain (1934-2014), linguiste français.

## Jumelages
- Starcross (Royaume-Uni) depuis 1996